# 福田康夫

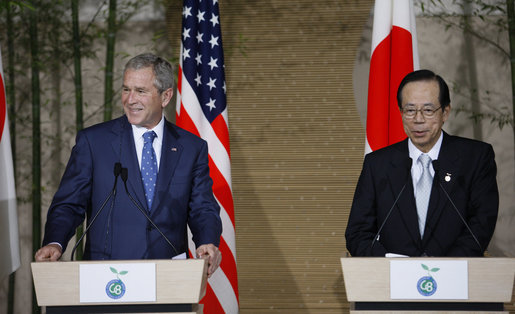
2008年7月6日、アメリカ合衆国大統領ジョージ・W・ブッシュ（左）と

福田 康夫（ふくだ やすお、1936年〈昭和11年〉7月16日 - ）は、日本の政治家。
衆議院議員（7期）、内閣官房長官（第67・68・69代）、沖縄開発庁長官（第41代）、内閣府特命担当大臣（男女共同参画担当）、自由民主党総裁（第22代）、内閣総理大臣（第91代）を歴任した。
東京府東京市生まれで、群馬県高崎市育ち。大学卒業後、丸善石油株式会社に勤務し17年余りサラリーマン生活を送っていたが、40歳で退社し、政界入りする。父である福田赳夫の秘書を14年間務めた後、1990年（平成2年）の第39回衆議院議員総選挙において旧群馬3区から出馬し初当選を果たす。
第2次森内閣において内閣官房長官に任命され、続く小泉内閣でも官房長官を務めた。2004年（平成16年）、自身の年金未納が発覚したため、3年半余り務めた官房長官の職を引責辞任。在任期間は1289日で、内閣官房長官として当時歴代最長在任記録を残した（2016年7月、第2次安倍内閣で内閣官房長官に就任した菅義偉に抜かれ、歴代2位となる）。ポスト小泉の候補として、安倍晋三の対立候補として総裁選への立候補が注目されたが、結局出馬しなかった。
2007年（平成19年）9月、安倍の突然の辞任劇の中、当初、後継総裁の最有力と見られた麻生太郎を抑え、自民党の大多数の派閥の支持を背景に2007年自由民主党総裁選挙に立候補する。麻生を破り、第22代自由民主党総裁に選出され、第91代内閣総理大臣に就任。史上初の親子二代での総理となった。2008年（平成20年）9月、内閣を総辞職し、内閣総理大臣・自民党総裁の職を辞した。2012年の衆議院選挙に出馬せず、同年11月に衆議院解散に伴い政界を引退した。
2025年（令和7年）7月現在の年齢は89歳であり、在命中の内閣総理大臣経験者の中では村山富市（101歳）に次いで高齢である。

## 来歴

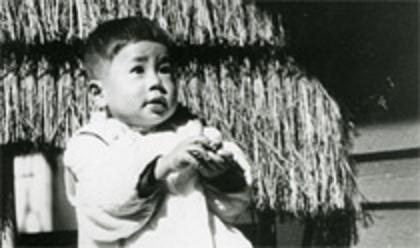
幼少時の福田

### 生い立ち
1936年（昭和11年）7月16日、東京府東京市世田谷区（現・東京都世田谷区）に大蔵官僚、福田赳夫、三枝の長男として生まれる。6人兄弟姉妹で姉と弟2人と妹がいる。小学校進学前に父親が中華民国汪兆銘政権の財政顧問を務めていた関係で3ヶ月、南京で生活し、南京に対する憧れや望郷の思いを抱く。戦時中、父の実家の群馬県群馬郡金古町（後に群馬町、現・高崎市）に疎開していた。軍国少年であり敗戦を知った時は「戦争をやめるなんて、けしからん」と怒りをぶちまけたという。一方、疎開先で見送った出征兵の表情が忘れられないと明かし、「戻って来られないと分かりながら、従った。二度とさせてはいけない」という感情も抱いたという。
金古町立金古小学校（現・高崎市立金古小学校）、大宮市立南小学校（現・さいたま市立大宮南小学校）、東京高等師範附属小学校（現・筑波大学附属小学校）、渋谷区立猿楽小学校などに学ぶ。1949年（昭和24年）3月、東京第一師範学校男子部附属小学校（現・東京学芸大学附属世田谷小学校）卒業。小学生時代の福田は野球の好きなスポーツ少年で、在中国大使を務めた谷野作太郎とはこのときから交流があった。
1952年（昭和27年）3月、麻布中学校、1955年（昭和30年）3月、麻布高等学校卒業。中高時代は文学や音楽に親しみ、成績は優秀であった。同級生には声優の柴田秀勝や、物流大手のサンリツ会長の三浦正英などがいる。
1959年（昭和34年）3月、早稲田大学第一政治経済学部経済学科を卒業。大阪に本社を置く丸善石油（現・コスモ石油）に入社し、1962年（昭和37年）3月から2年間、米国ロサンゼルス支店に赴任。帰国後に石油製品の輸入課長も務め、石油の価格、量の動向の予測、判断、産地国からの石油調達の輸入業務などを行っていた。このときオイルショック(第1次、1973年）を経験している。
1966年（昭和41年）に元衆議院議長桜内義雄の姪の嶺貴代子に、「政治家の女房にはしない」と誓い結婚。

### 政界入り
政界入りはしないとしていた福田だが、父の後継者とされた次男で養子に出した横手征夫が病気となり、母三枝が後継者に推したこともあって、政治家を志す。1976年11月に会社を辞め、衆議院議員秘書となり、1977年12月から1年間、父・赳夫の内閣総理大臣秘書官を務める。事務担当秘書官には、保田博、棚橋祐治、小和田恆らがいた。このことで、議員になる前より外務省にパイプができた。秘書官として、日中平和友好条約へ向けた中国、アメリカとの舞台裏交渉に関与した。1990年2月に第39回衆議院議員総選挙で、群馬3区から出馬して当選（小選挙区制導入後は群馬4区選出）。
初当選後の取材で「二世批判はあるでしょうが、政治家の息子とはいえ私は50歳代。独立した一人の人間として見ていただきたい」と語っていたが、「おじいちゃんのあとを継いだおじいちゃんだから」「あの年寄り（父・赳夫）と一緒にしないでよ」などと漏らしてもいた。連続7回当選する。50歳以上初当選組のクローニンの会に所属している。
議員としては、外務政務次官（村山改造内閣）、党外交部会長を務めるなど、初入閣までは主として外交関係のポストで地歩を築いていった。

### 森政権
2000年10月、第2次森内閣でスキャンダルで辞任に追い込まれた中川秀直に代わり、内閣官房長官および沖縄開発庁長官に就任する。後任人事として小泉純一郎、尾身幸次、町村信孝が挙げられていたが、当時森派会長だった小泉が「本人の能力、人間性、人格などすべてを勘案し、今の時点で一番適任」と考え推薦した。福田起用に関する協議はほぼ森首相と小泉の二人だけで行われたことから、党幹事長にもかかわらず相談を受けなかった野中広務は「私を取るか小泉氏を取るか」と怒りを顕わにした。これに対し小泉は「大人気ない」と一蹴した。福田はこの時点で閣僚経験が皆無だったため、官房長官への起用には疑問の声も上がったが、父親の首相時代に首相秘書官を務めていた経験が生き、無難に調整役を務めた。森の失言の度に福田が会見でとりなし騒動を収めるというパターンが出来上がり、「弁明長官」と呼ばれた。
2000年12月の第2次森改造内閣（中央省庁再編前）において内閣官房長官に留任し、沖縄開発庁長官は退任。翌年1月に成立した第2次森改造内閣（中央省庁再編後）で内閣官房長官および男女共同参画担当大臣に就任した。

### 小泉政権

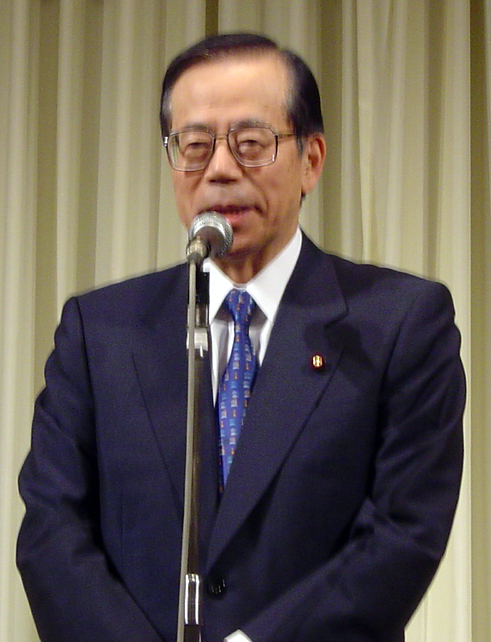
内閣官房長官辞任直後の2004年10月、赤坂プリンスホテルでの後援会パーティーにて

2001年4月に組閣した第1次小泉内閣において引き続き内閣官房長官および男女共同参画担当大臣に就任した。2002年9月の内閣改造により成立した第1次小泉第1次改造内閣でも、引き続き内閣官房長官および男女共同参画担当大臣に留任した。2003年9月の内閣改造により成立した第1次小泉第2次改造内閣では、内閣官房長官に留任するとともに、男女共同参画担当大臣の改称により設置された内閣府特命担当大臣（男女共同参画担当）に就任した。
森政権に引き続き小泉政権においても2度にわたる内閣改造で留任し在任期間が延びるにつれ、首相に直言できる女房役としての存在感は次第に増していくことになった。官房長官の記者会見で垣間見える冷笑的態度から、ネットの匿名掲示板では「フフン」というあだ名がついた。
官邸主導の政治体制が確立していく中で、政府各省や与党との調整に力を発揮した上、本来の得意分野である外交における存在感も徐々に増していった。小泉内閣では、外務大臣田中眞紀子と外務省官僚との軋轢を巡る騒動の中で外務省が機能不全に陥った時は、大臣の頭越しに自ら外務省事務方への指示を行った。これにより、外務官僚が外務大臣よりもまず官邸に赴くことが常態化したため、「影の外務大臣」などと囁かれた。騒動の末小泉は田中を更迭し、後任に川口順子を起用する。これは、引き続き官邸外交は福田に任せたい小泉の意向であった。川口は民間人閣僚のため与党内に基盤を持たず、外務省との調整は官房長官の福田が事実上取り仕切ったためである。
男女共同参画担当大臣を兼任し、「2020年までにあらゆる分野の指導的地位に占める女性の割合を30%にする」という数値目標などを掲げた。また、沖縄開発庁長官として沖縄科学技術大学院大学の設立構想で関係閣僚会合を開くなどして主導、女子暴行事件の容疑者引渡し交渉など米兵による事件にも対応した。こうした経験から、首相就任時に沖縄に関して理解を示す期待が一部でされた。ハンセン病補償法訴訟の控訴断念にも一役買い（後述）、政府の公式謝罪をした。
在職中は、元中華民国総統の李登輝が病気治療目的で来日を希望した際に、中国への配慮から、外務大臣河野洋平と共にビザ発給に反対したといわれる。また、北朝鮮による日本人拉致問題に関し、「終始冷淡な態度をとっていた」と家族会は語っている（#エピソードの項を参照）。
中国や韓国などの靖国神社参拝に反対している国の意見などにも一定の配慮をすべきこと、憲法改正には周辺国の理解が必要と主張していることなどから、保守派の一部から「親中派」、「媚中派」などと批判されることもある。特に、『文藝春秋』とその系列メディアが官房長官在任期間中ほぼ毎回福田批判記事を掲載したことに激怒し、『文藝春秋』から政府広報の広告を引き上げさせたとの報道も一部でなされた（実際、2004年から数ヶ月間、『文藝春秋』の誌面から政府広報が一切無くなった）。
2004年4月、内閣官房長官の在任記録が1259日となり、それまで歴代1位だった保利茂の在任記録を更新し、会見で「秘密主義長官、影の外務大臣、影の防衛庁長官。いろいろ名前はありますが、まあ、しょせん影ですから」と語った（内閣官房長官在任記録は後に菅義偉に更新され、現在は歴代2位）。
4月28日に「（国民年金保険料を払っているか否かの公表は）個人情報でそういうものを開示すべきではない」、「犯罪ですか?」云々との旨の本人発言直後に、保険料未納が発覚する。当初未納期間は、1990年2月から1992年9月の間と、1995年8月から1995年12月までの間の合計3年1ヶ月間となっていたが、辞任直前、週刊文春が1976年11月から1990年2月までの間のうち、5年8ヶ月間も同じく未納であったことを報じた。
2004年5月7日 定例記者会見の席で官房長官の辞任を表明。在任日数1289日。「風のごとく来りて、風のごとく去るということだ」との言葉を残して官邸を去った。

### ポスト小泉

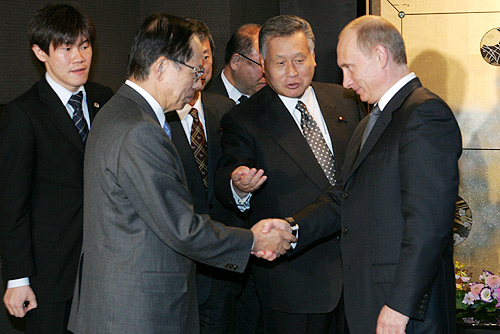
2005年11月21日、ロシア大統領ウラジーミル・プーチン（右）、衆議院議員森喜朗（中央）と

年金未納が発覚して小泉内閣の官房長官を辞任した後は、政権と距離を置き、第3次小泉改造内閣にも入閣しなかったために、小泉内閣に批判的な一部政治家やマスコミ・知識人などの自民党内外の諸勢力の間に総理総裁就任待望論があり、小泉の2006年9月の総裁任期満了を控え「ポスト小泉」有力候補（俗に言う麻垣康三）の一人に挙げられてきた。
事前の各種世論調査において次期自民党総裁・首相として、安倍晋三に次ぐ支持率を得ることが多く、安倍に次いで次期首相の座に近い立場にあると目され、安倍への対抗馬の筆頭として注目を集めていた。アジア外交などについて小泉内閣の路線を踏襲する色合いの強い安倍に対して、アジア重視の姿勢を見せるなど対立軸を提示し、政権への意欲ともとれる動きも見せていたが、2006年7月21日、総裁選への不出馬を正式に表明。引退の意向すら漏らしたとも伝えられ、出馬を期待していた勢力からは失望の声が聞かれた。これを受け「ポスト小泉」の総裁選は、安倍の大勝に終わった。
安倍内閣においての要職起用は無く、表立った活動は少なかった。2007年6月には党住宅土地調査会会長として「200年住宅ビジョン」を発表したことが話題となった。与党が大きく議席を減らした2007年7月の参院選後は、8月27日の内閣改造人事における起用が取り沙汰されたが、実現しなかった。
しかし、7月の群馬県知事選挙では、自民党候補の大沢正明の選挙対策本部長を務めて当選に導き、そのリーダーシップを発揮した。

### ポスト安倍

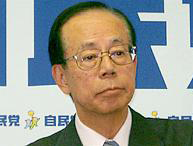
2007年9月12日、記者会見にて

2007年9月12日に安倍晋三が内閣総理大臣、自由民主党総裁の辞任を表明し、その翌13日、福田に自由民主党総裁選挙への出馬意思があると報道され、自身も出馬の方針を示した。
15日、自由民主党総裁選挙に立候補の届出をした。対立候補として麻生太郎が立候補したが、町村派含めたほぼすべての派閥（事実上、麻生派以外の全派閥）が福田支持を決定しており、圧倒的優位が伝えられていたが、実際は各派閥の所属議員に対する拘束力が弱まっており圧倒的ではなかった。
9月23日実施の自民党総裁選において330票（麻生：197票 無効票：1 計528票）を獲得し当選。第22代自民党総裁に就任した。

### 福田政権

#### 福田内閣

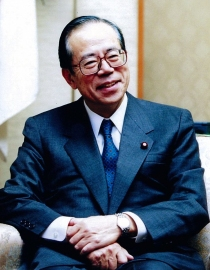
プロフィール写真

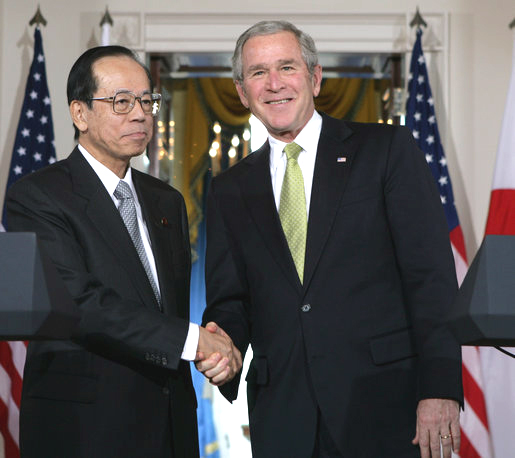
2007年11月16日、ホワイトハウスでの共同記者会見後、アメリカ合衆国大統領ジョージ・W・ブッシュ（右）と

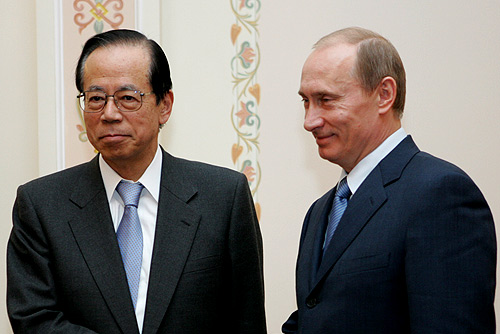
2008年4月26日、ロシア大統領ウラジーミル・プーチン（右）と

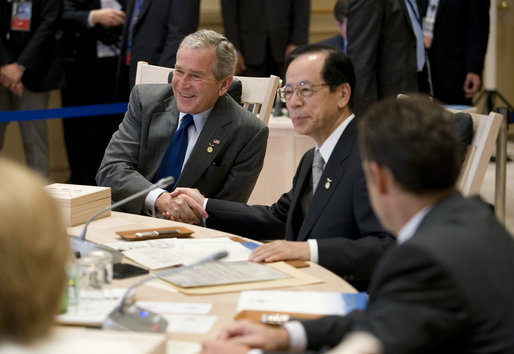
第34回主要国首脳会議にて議長に就任

2007年9月25日に開かれた内閣総理大臣指名選挙（首班指名選挙）において、与党が過半数を占める衆議院では圧倒的多数で指名されるが、逆に野党が過半数を占める参議院では、民主党の小沢一郎が指名されるという“ねじれ国会”（逆転国会）の象徴的現象が起きた。両院協議会が開催されるが議論はまとまらず、法規に則り衆議院の議決が国会の議決となり、福田が内閣総理大臣に指名された。内閣の組閣に当たり、記者会見で福田は、「一歩でも違えば、自民党が政権を失う可能性もある」と指摘した上で、「背水の陣内閣」と自身の内閣を命名した。
翌9月26日に、宮中での親任式を経て正式に第91代内閣総理大臣に就任し（福田康夫内閣）、日本憲政史上初の親子での総理大臣就任となった。就任年齢となる71歳は、奇しくも父・赳夫が首相に就任した年齢と同じ（赳夫は71歳11ヶ月と10日、康夫は71歳2ヶ月と10日）である。
同年11月、福田と民主党代表小沢一郎との間で大連立構想が模索されたが頓挫し、一時は小沢が代表辞任を表明するなど混乱したが、その後、与野党は対決姿勢を強めることになった。第169回国会では、問責決議が1998年10月16日の額賀福志郎以来10年ぶりに参議院で可決されたが、翌日には内閣信任決議が衆議院で可決された。なお、首相への問責決議案が国会で可決されたのは、田中義一、吉田茂に続き3人目であり、日本国憲法下で参議院からは初である。

#### 福田改造内閣
2008年8月2日、内閣改造により福田改造内閣が発足した。それに併せて、麻生太郎を幹事長に指名するなど、自由民主党執行部の人事も刷新した。閣僚の参議院枠は参議院自民党の推薦に基づき選抜するのが慣例だが、今回の組閣では参議院会長尾辻秀久による推薦を一切無視し、福田の独断で林芳正や中山恭子らを入閣させ舛添要一を留任させた。また、副大臣も党執行部の推薦に基づく選抜が慣例だが、今回は党からの推薦が差し戻され、閣僚経験者の鴨下一郎らが起用された。また、内閣総理大臣補佐官は、渡海紀三朗が新たに起用されたため全員が閣僚経験者となった。
2008年9月1日、午後9時30分より緊急記者会見を開催し、その席上、「内閣総理大臣・自由民主党総裁を辞職する」ことを表明した。退陣の理由として「国民生活の為に、新しい布陣で政策実現を期してもらいたい」ということを述べた。

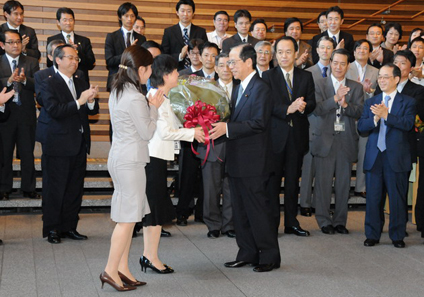
内閣総辞職に際して花束を贈呈される福田

2008年9月24日、内閣総辞職。なお、国政選挙の結果を経ずに成立し、かつ在任中に大型国政選挙が無かったのは羽田内閣以来となる。

### 内閣総理大臣退任後

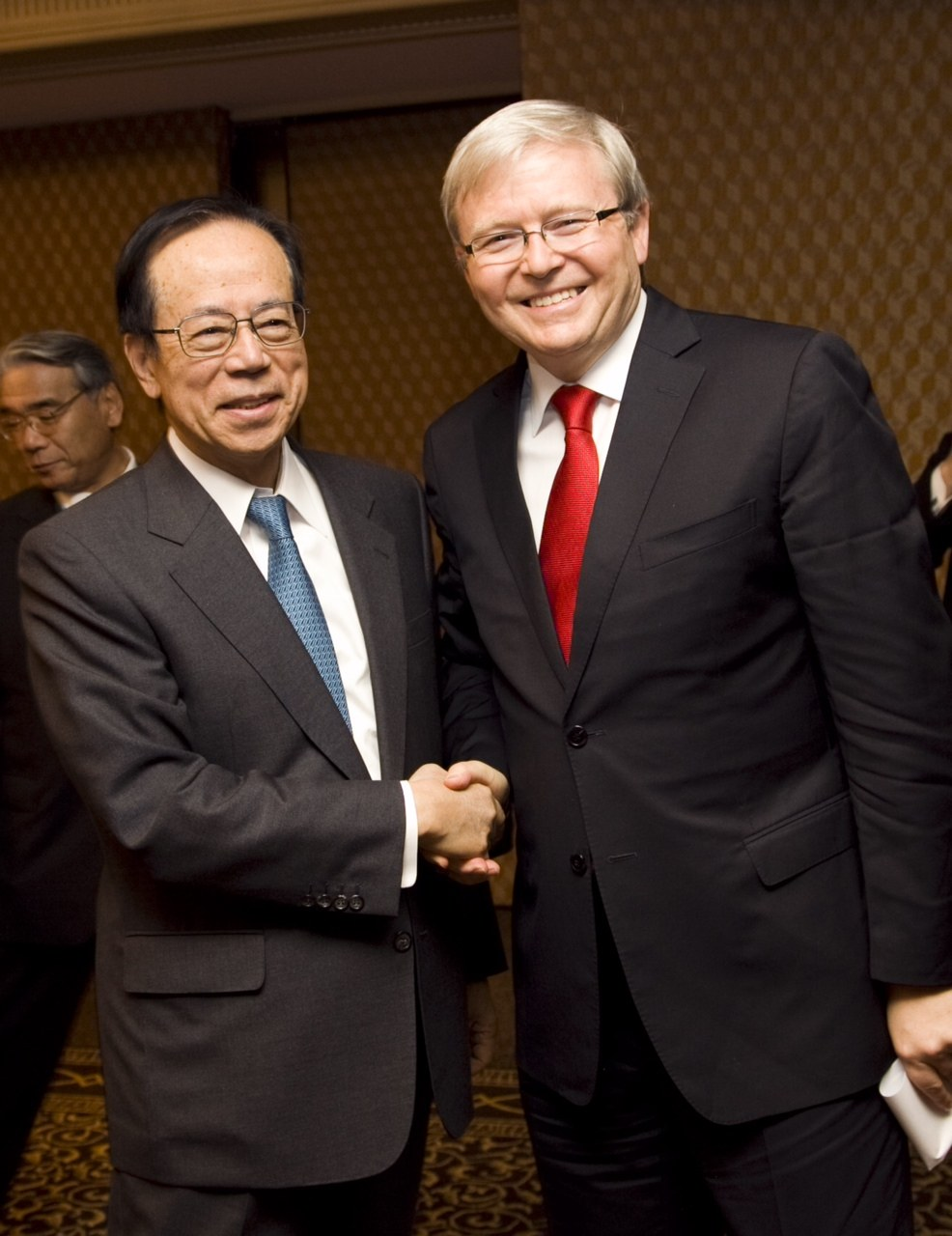
2011年7月、オーストラリア外務大臣ケビン・ラッド（右）と

内閣総理大臣退任後、インター・アクション・カウンシルのメンバーに就任し、2009年の総会ではヘルムート・シュミット、ジャン・クレティエンらと世界金融危機など政治経済の国際的な諸問題について討議した。また、麻生政権にて度々特派大使として各国を訪問し、日本の国際連合安全保障理事会常任理事国入りに理解を求めるなど、協力関係の構築を進めている。2009年7月の天皇・皇后北米歴訪の際は福田が首席随員に選任され、明仁天皇、美智子皇后に随伴しカナダやアメリカ合衆国ハワイ州を訪問した。
2009年の第45回衆議院議員総選挙では民主党新人で元フジテレビ社員の三宅雪子に苦戦を強いられた。しかも、当時73歳だった福田は党の内規により重複立候補ができなかったため、一時は落選の報も流れたが、結果として福田が三宅を小選挙区で破り7回目の当選を果たした（三宅は比例代表北関東ブロックで復活当選している）。
2010年4月、世界経済フォーラムのアジア版として中華人民共和国で設立されたボアオ・アジア・フォーラムの年次総会にて、フィデル・ラモスの後任として理事長に選出された。
人口問題をライフワークとすることから、アジア人口・開発協会の理事長に就任するとともに、25か国の国会議員らで構成する「人口と開発に関するアジア議員フォーラム」にて議長を務めている。同フォーラムは各国で立法作業の支援活動を展開しており、それらの活動が評価され国際連合人口賞（団体部門）を受賞した。2010年6月、福田は国際連合本部ビルに招かれ、国際連合副事務総長のアシャ＝ローズ・ミギロからメダルを授与された。
2010年の防衛大学校開校記念祭観閲式には、横須賀市の市長である吉田雄人らとともに来賓として出席した。
麻生内閣の退陣と鳩山由紀夫内閣の成立により福田は一介の国会議員となったが、その経験を買われ、当時の民主党政権側から助力を求められることも多かった。2010年10月には、内閣総理大臣の菅直人に助言を請われ、アジア太平洋経済協力など外交分野について指南した。

### 政界引退へ
2012年9月26日の自由民主党総裁選挙終了後に地元選挙区の後援会会合に出席、その後に「次期衆議院議員総選挙に出馬せず、今期限りで議員を引退する」意思を表明した。同年11月16日の衆議院解散に伴い、衆議院議員を退任した。退任に際して、衆議院を解散した内閣総理大臣野田佳彦について「解散しなければいけないと分かりながら、引き延ばした。その間政治が停滞した。行政も予算編成も止まり、特に経済は相当な影響を受けた」と厳しく批判するとともに「政権交代が結果的に失敗だったことが、明白になった」と総括した。また、自身の政治活動を振り返り「『正しい政治をしたい』、そういう気持ちだけでやってきた。日本全体と多くの人に良い結果をもたらすような精神を貫いていきたい」と語った。
同年11月に自由民主党群馬県第四区支部の党員大会が開催され、後任として長男の福田達夫の支部長就任が承認された。
ネルソン・マンデラの死去に際し、2013年12月9日に「故ネルソン・ロリシュラシュラ・マンデラ元南アフリカ共和国大統領の追悼式に参列する特派大使」に任命された。それに伴い南アフリカ共和国に渡航し、皇太子徳仁親王らとともにマンデラの追悼式に出席した。なお、同月24日まで特派大使を務めた。
2014年7月27日、北京を訪問し習近平主席と極秘の会談を行ったことが明らかにされた。
2015年1月25日、サウジアラビアの6代目アブドラ国王が死去したことにより、皇太子とともに特派大使として弔問に派遣された。
2018年11月、アメリカ合衆国の第41代大統領ジョージ・H・W・ブッシュが死去したことにより、総理特使として国葬に派遣された。
2018年4月、ボアオ・アジア・フォーラムの年次総会にて、理事長を元国際連合事務総長の潘基文に交代し、諮問委員会主席に就任した。
2022年7月12日、安倍晋三の葬儀に出席した。

## 政策・主張

### 東アジア政策
安倍晋三首相と朴槿恵大統領の首脳会談も開かれない状態だった2014年の東京都の日韓交流のための祭りで福田は「互い（日韓）の心が通じる関係を確実につくっていかなければならない。」と日韓友好を訴えた。2017年8月末には安倍晋三を「よくやっている。資質もある方。」と評価する一方で、日本政府が米韓と連携して北朝鮮への圧力強化する方針については「日米韓連合で中国包囲網の形式になる懸念が中国にはある。中国政府と話さないと北朝鮮問題の解決の道は出てこない」と述べた。靖国神社参拝については「日本の首相が靖国神社に参拝しないことで、日本のマスコミが騒がなければ何も問題は起きない」との持論も語った。

### 基本理念
2007年の自民党総裁選挙で、「希望と安心のくにづくり」、「改革を進め、その先にめざす社会」として次のような基本理念を示した。なお、「自立と共生」は10年前から新生党、旧民主党の理念として使われており、民主党代表の小沢一郎は「ずっと昔から僕が使っていた言葉を何かおっしゃっているみたいに感じた」と話している。
一方、福田は2007年10月21日の早稲田大学創立125周年記念式典にて、「自立と共生」は大隈重信が125年前に既に考えていたことだと発言したが、この発言に小沢への切り返しの意図があったのかは不明である。
1. 自立と共生の社会
2. ストック型（持続可能）の社会
3. 男女共同参画社会

### 安全保障

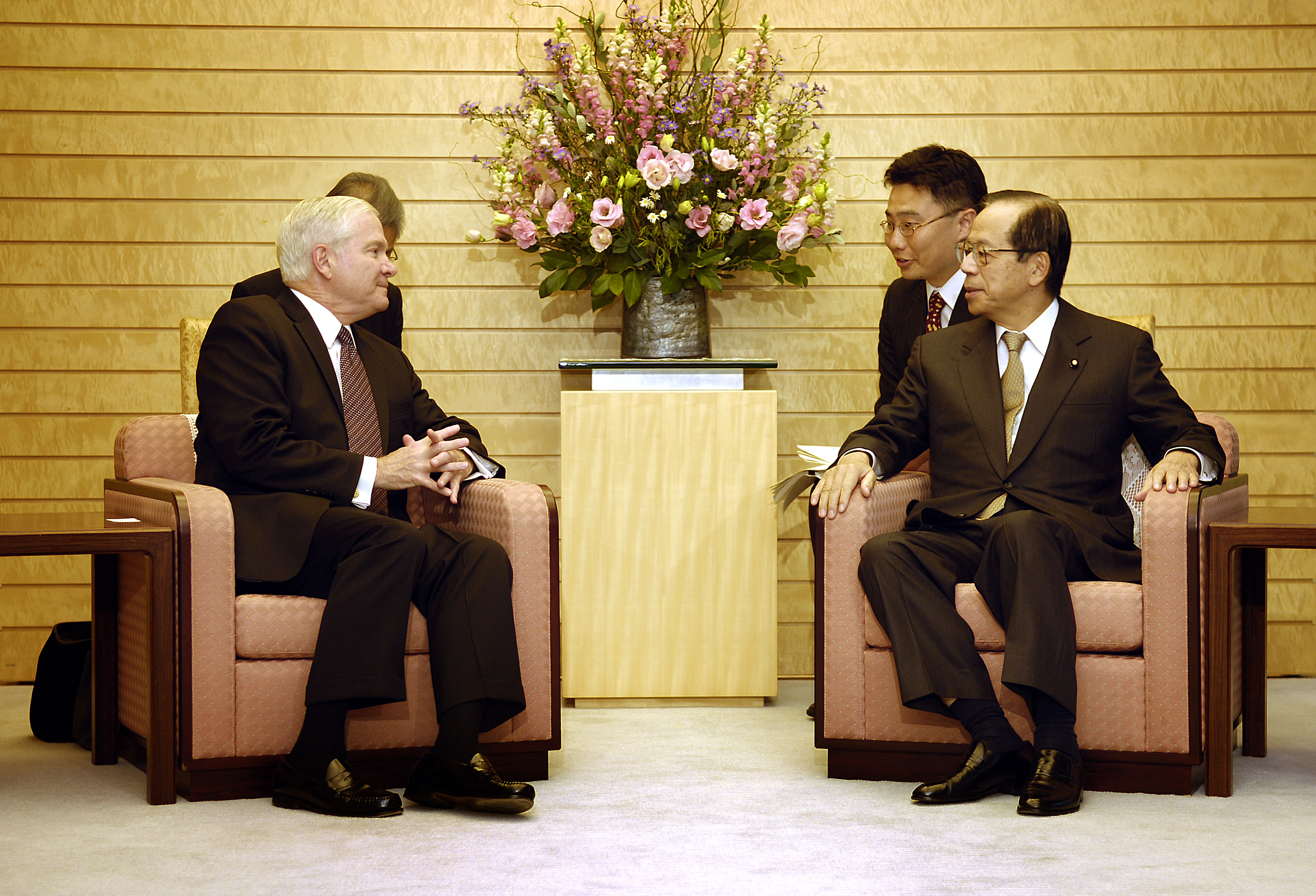
2007年10月8日、総理大臣官邸にてアメリカ合衆国国防長官ロバート・ゲーツ（手前左）と

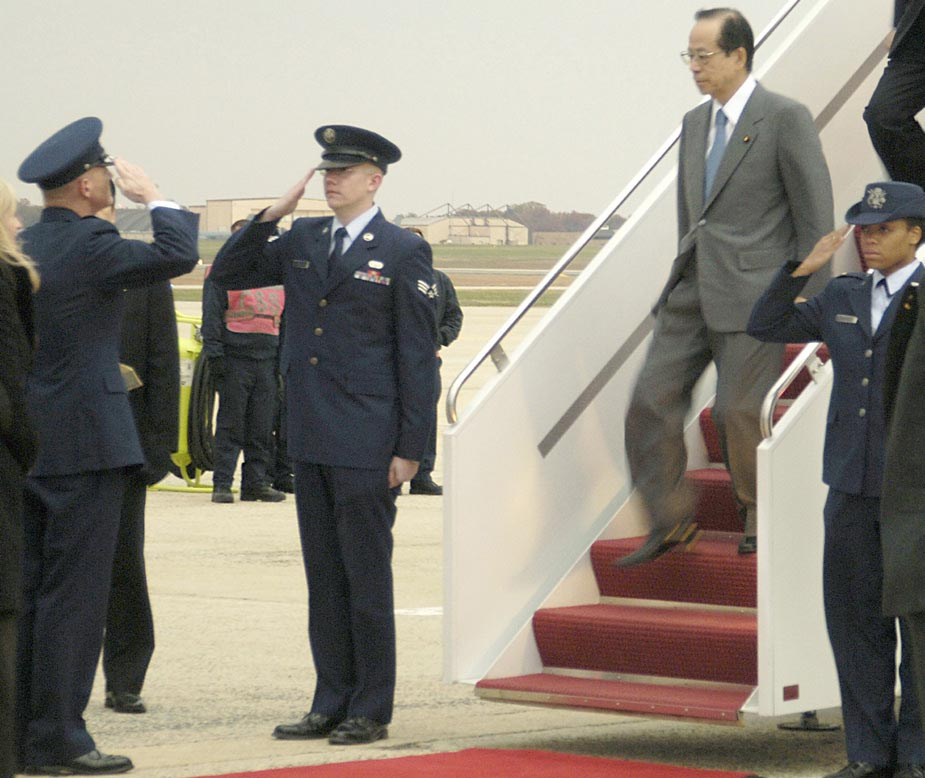
2007年11月20日、アンドルーズ空軍基地にて

非核三原則の見直し
2002年5月31日、内閣官房長官在任中、日本は理屈上核兵器保持は可能だが政策判断としてやめていると従来からの政府答弁をした。その直後に政府首脳が「（将来）国民が核を持つべきだということになるかもしれない」と「非核三原則見直し」と発言したと報じられたが、野党はこれを福田の発言であるとした。オフレコでの発言だったものの、非核三原則の見直しと捉えられ批判を呼んだ。同年6月10日、国会でこれらの発言などについての集中審議（議題を絞った審議）が行われた中で、福田は「それぞれの時代状況によって安全保障という問題は、国際情勢などを踏まえたさまざまな国民的議論があり得るということを述べたもの」、「将来、政府としての非核三原則見直しをするというような可能性を示唆したというのは自分の真意ではない」、「今後とも非核三原則を堅持していくという立場に変わりない」旨の釈明をした。
自衛隊インド洋派遣
自衛隊インド洋派遣について肯定的であり、内閣官房長官在任時にテロ対策特別措置法の制定を主導し成立させた。当時の内閣官房参与だった岡本行夫は「安全で安上がり、しかも国際社会から評価された福田流外交の面目躍如」と評している。2007年9月、同法の延長について「（海自の活動は）日本の国際平和協力の一つの柱だ。現行法の延長が時間的制約で難しければ、新法を視野に入れるのはやむを得ない。新法を出すなら、臨時国会だ」との考えを表明していたが、最終的に第168回国会への「テロ対策海上阻止活動に対する補給支援活動の実施に関する特別措置法」（いわゆる「新テロ対策特措法」、「補給支援特措法」）提出を選択し、2008年1月11日に補給支援特措法を成立させた。前年11月1日にテロ対策特別措置法が失効したため、海上自衛隊はいったんインド洋から撤退していたが、補給支援特措法成立に伴い、福田は海上自衛隊のインド洋再派遣を命じた。
自衛隊イラク派遣
自衛隊イラク派遣についても外務大臣の川口順子、防衛庁長官の石破茂ら関係閣僚とともに政策立案を主導、内閣官房長官在任時に「イラクにおける人道復興支援活動及び安全確保支援活動の実施に関する特別措置法」（いわゆるイラク特措法）を成立させている。
防衛省の不祥事
守屋武昌への接待問題や給油量隠蔽問題など防衛省の不祥事が相次いで発覚したことから、福田は内閣官房長官町村信孝に対し、内閣官房に「防衛省改革に関する有識者会議」を設置し対策を検討するよう指示した。
2007年11月28日の自衛隊高級幹部会同では、「なれ合い、和気あいあいの雰囲気でもない」と福田が判断し防衛省による栄誉礼や儀仗を拒否したうえで、綱紀粛正の徹底を訓示した。
日米同盟の強化
2008年5月の演説にて、福田は日米同盟について「アジア・太平洋地域の公共財」と指摘し、日本の安定維持のためだけでなく、アジア・太平洋での地域協力の基盤と位置づけた。さらに、「日米同盟の強化と、アジア外交の共鳴」を提唱し、日米の同盟関係の強化を積極的に推し進めると表明した。
対外情報機関の新設
ウィキリークスにより公開されたアメリカ合衆国の外交公電によれば、福田は内閣総理大臣在任中に対外情報機関の新設を指示していたとされる。外交公電によれば、福田は2008年に対外情報機関を新設するよう命じ、内閣官房の内閣情報調査室を基盤とする機関が新設されることになったとされている。新機関は、アメリカ合衆国の中央情報局やイギリスの情報局秘密情報部を模範とし、他国やテロリストなどの情報収集にあたるとされる。日本国外での情報活動を主務とする機関の新設は、太平洋戦争後では初めてとなる。また、内閣情報官の三谷秀史は、同盟国であるアメリカ合衆国の国務省情報調査局局長のランダル・フォートと協議し、新機関ではヒューミントが優先課題となると表明した。なお、この対外情報機関の設立準備構想は、福田政権を継承した麻生政権に引き継がれたとされる。
イランの核開発問題
2008年6月3日、ローマでの日本とイランとの首脳会談にて、福田は「日本とイランは石油以外の関係が進まない。障害は、核開発、ミサイルなど安全保障の問題だ」と主張し、イランの大統領マフムード・アフマディーネジャードに対し核開発を中止するよう直接要請した。
アフマディーネジャードは福田の主張に対し反論したが、その際に「核兵器は旧式で効率が悪く、保有しても実際には使えないことは、よくわかっている」と述べた。この発言を聞いた福田は言葉尻を捉え「いい話をうかがった」として「大統領が核兵器を中心に安全保障を考えていないことは重視したい」と指摘し、さらに重ねて「濃縮を停止する英断を求めたい」と要求を繰り返した。アフマディーネジャードは既存の核保有国の軍縮を持ち出して再反論したため議論が白熱し、最終的にアフマディーネジャードが「テヘランか東京で議論を続けたい」と収めることになった。
その際、福田はイランでの日本人学生誘拐事件の早期解決も同時に要請し、アフマディーネジャードから「健康に家族のもとに戻れるよう最善の努力を払う」との言質を取った。イラン当局は犯人グループが被害者をパキスタン領内に連行したことまで確認済みだったが、イランは「パキスタンに借りはつくれない」との立場を取り同国に協力要請をせず、2007年10月から膠着状態となっていた。しかし、福田の要請により日本との外交悪化を懸念したイラン当局は、やむを得ずパキスタンに捜査協力を要請し、パキスタン側から犯人グループ幹部が引き渡され、6月14日に日本人学生は解放された。
北朝鮮による核開発
首相就任後のCNNからのインタビューにて、核開発を進める北朝鮮について「近隣に脅威を与えるようなものを持つ限りは自立していくのは難しい」と指摘した。さらに、北朝鮮の将来について「今のままではいずれは消滅してしまう」と厳しい評価を下し、北朝鮮の核兵器放棄が必須との考えを表明した。
防衛費の増額
2011年2月、福田は日本の防衛力について「もう少し強化してもいい。そういうこともきちっとすることが外交力発揮の基礎になる」と指摘し、防衛力を強化するよう訴えた。特に強化すべき点については「軍事力というのは単に力、武器が強ければいいというだけではない。その前に情報力が必要で、日本はその面で非常にうまくいっていない」と指摘し、情報収集に関する分野に対してより重点的に注力するよう訴えている。さらに、近年の防衛費について「国内総生産 (GDP) の1%より低く、これで抑止力になるのか考えないといけない」と述べ、防衛費1%枠の上限にすら達していない点を問題視し、防衛費の増額を主張した。

### 財政
財政健全化
中川秀直、麻生太郎ら安倍内閣が提唱した経済成長による税収増を目指す上げ潮派とは一線を画しており、小泉純一郎、谷垣禎一らが小泉内閣において推進した「財政再建重視政策」を主張している。福田は「小泉構造改革は、改革の道筋・日本の行く道を示し、大きな成果を挙げた」と評価しており、構造改革を「実行する上での諸問題に丁寧に対応し、この改革の方向性を見失うことなく道筋を作っていかなければならない。方向性は変わらない」と語っている。具体的には、小泉内閣が推進した歳出・歳入一体改革の継承を謳っており「歳出・歳入改革を一緒にできないか。一緒に進めることで改革のスピードを上げられれば一番良い」と発言している。また、小泉内閣では先送りされた消費税増税については、「消費税を増税しなければ財政赤字は減らない」としている。
基礎的財政収支の黒字化
上げ潮派には否定的であり、景気浮揚を目指しての財政出動を伴うバラマキ政策は採らないとしている。日本政府は2011年度までに基礎的財政収支の黒字化を目指す財政再建目標を掲げているが、福田は「達成するように最大限努力するのは当然だ。先に延ばすことは一切考えていない」と明言している。麻生太郎や公明党幹事長の北側一雄らが財政再建目標の先延ばしを訴えており、連立与党の公明党とも主張が対立している。

### 税制
道路特定財源制度についての指針を提示
2008年3月19日、自由民主党政務調査会長の谷垣禎一と公明党政務調査会長の斉藤鉄夫に対して指針『道路特定財源の考え方』を示し、一般財源化に向け税制改正による道路特定財源の見直し、新需要予測に基づく道路整備中期計画の見直し、道路予算の透明化・厳格化など5項目の実現を谷垣と斉藤に指示した。
福田の打ち出した指針には「道路特定財源は税制抜本改正時に一般財源化に向け見直す」との文言が明記された上、福田が「全額一般財源化を視野に入れたものだ」としたため、福田との会談を終えた谷垣は「首相はここまで考えていたのかと驚いた」と語った。さらに、福田は記者団に対し「税制の抜本改革は前から約束している。その際は（道路特定財源の）全額一般財源化も視野に入れ検討していく」とした上で「暫定税率は抜本改革の中で考えていい」と語り、一般財源化するだけでなく税率自体の見直しも検討課題に含むと表明した。
緊急記者会見で「福田提案」を提唱
2008年3月27日、福田は総理大臣官邸で緊急記者会見を行い、道路特定財源制度を全て廃止し2009年度から一般財源化すると正式発表した。道路整備中期計画については整備期間を半減させ、整備計画や一般財源の使途については与野党協議会での協議に応じると提案した。また、公益法人や道路整備特別会計については、無駄な支出の排除徹底を重ねて表明した。さらに、仮に民主党と2008年度予算関連法案について合意できなくても、2009年度からの一般財源化は実施すると明言した。
臨時記者会見の発表内容については、財務省、国土交通省、与党役員、道路族議員には相談せず、福田と一部の官邸スタッフだけで策定された。会見直前に内容を知らされた自由民主党幹事長の伊吹文明は「そこまで踏み込む必要はない」「今日会見しなくてもよいのではないですか」「そんなの踏み込みすぎです」と電話で福田を説得したが、福田は応じなかった。驚いた幹事長代理の細田博之は「皆さん軟弱だ。『殿、ご乱心』と言ってくる!」と政務調査会長の谷垣禎一とともに官邸に駆けつけたが、福田は「世論の相場観はそうだろ」と指摘し与党側の説得を一蹴し、臨時記者会見で発表した。自民党の河野太郎は、党の反発を押し切った福田の姿勢を「総理による宮廷クーデター」と評し、福田提案により自民党内の一般財源化主張派が「抵抗勢力から近衛部隊に一変した」とした。河野や水野賢一ら一般財源化主張派は福田提案への賛同者を募り、他党の国会議員をも含む「福田提案を支持し道路特定財源の一般財源化を実現する会」を結成した。
道路特定財源の一般財源化の推進
道路特定財源制度の一般財源化は小泉政権の聖域なき構造改革ですら実現を見送っており、続く安倍政権では余剰分のみしか一般財源化できず失敗したことから、歴代政権でも断念した難題と指摘されており、実現できれば画期的だが実際には難航すると予想された。しかし、3月30日には国会対策委員長の大島理森が、福田提案を正式な与党案とすることを表明し、翌日には閣僚らが福田提案の具体化に向け協議を開始した。4月11日、政府、自由民主党、公明党は2009年度に道路特定財源を全廃することで正式合意し、福田は「道路特定財源を廃止し、一般財源化を進めるため、与野党協議を進めていただきたい」と指示した。5月12日、福田は若手議員を官邸に集め「これをできないような自民党や公明党には明日はない。必ずやり遂げる」と鼓舞激励し、翌日に道路特定財源の全廃を閣議決定した。

### 金融

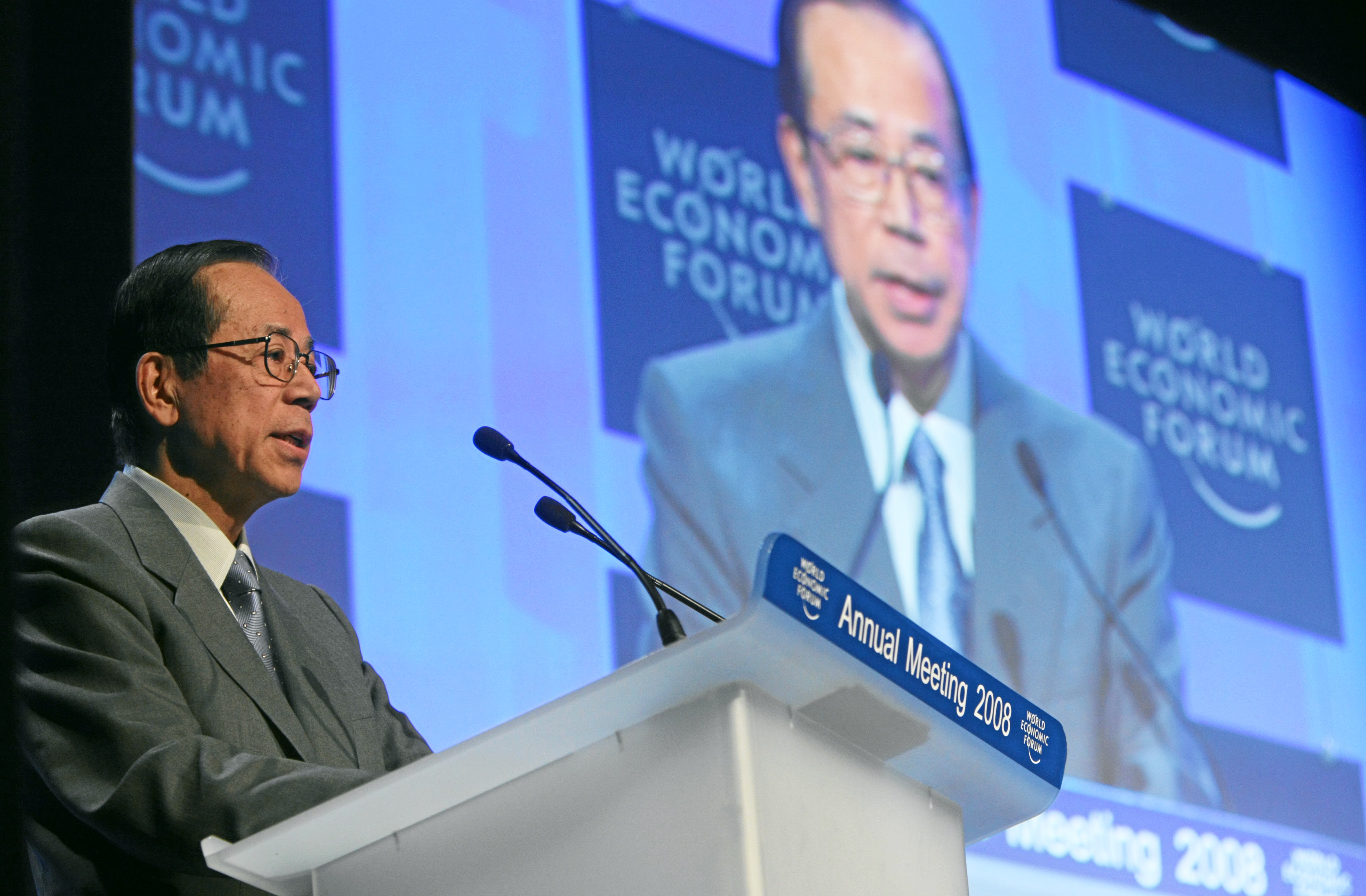
2008年1月26日、世界経済フォーラム年次総会にて

金融危機への対応
小泉政権下では金融不安解消のため不良債権処理が積極的に推進されたことから、内閣官房長官を務めた福田も金融危機対応の経験を積んだとされる。
福田政権下では2008年9月15日にアメリカ合衆国のリーマン・ブラザーズが破綻したが、その際も日本政府は素早い対応を見せた。リーマン・ブラザーズ証券（日本法人）の顧客資産の国外流出が懸念されたことから、顧客資産の保全を名目に9月15日午後3時に国内資産保有命令を発動、同日午後9時に業務停止命令を発動した。同日夜、福田は「明朝に金融関係の閣僚を集めてくれ」と指示し、重ねて日本銀行総裁白川方明にも出席を要請し、さらに財務大臣伊吹文明と対応策を協議した。翌日の朝には白川らも交えた金融関係閣僚等懇談会を緊急招集し、対応策を協議した。
空港整備法案の外資規制条項削除
2008年、国土交通省が空港運営会社への外資規制を含む空港整備法改正案を提示すると、内閣府特命担当大臣の大田弘子や渡辺喜美らが規制に反対し、国土交通大臣の冬柴鐵三と対立した。世界経済フォーラム年次総会（ダボス会議）にて対日投資の拡大を呼びかけるなど、福田は空港関連会社への外資規制には従来慎重な考えを持っていた。そのため、同年2月5日に規制反対派の中川秀直と会談した際、福田も中川の意見に同意した。閣内不一致を解消するため内閣官房長官の町村信孝が東京国際空港運営会社のみ規制対象外とする妥協案を提示したが、福田は「ダボス発言と矛盾する」と拒否した。同年2月27日には冬柴が町村に再度外資規制の必要性を強く訴えたが、福田は冬柴の意見を却下し規制条項を削除した法案を閣議決定した。
この閣議決定に対し、冬柴の出身母体の公明党では異論が相次ぎ、政務調査会長の斉藤鉄夫は「公明党をなめているのかという声は非常に強い」と批判した。一方、渡辺喜美は「福田康夫首相と町村信孝官房長官の強いリーダーシップで、いきなり外資規制を導入するという乱暴なことが回避されたのは大変結構だった」と評価し「わが国の資本市場が安心して投資できる環境にあることがあらためて確認された」と指摘している。

### 経済

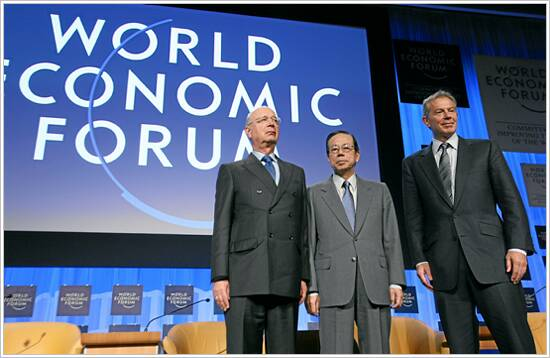
2008年1月26日、世界経済フォーラム理事長クラウス・シュワブ（左）、中東カルテット特使トニー・ブレア（右）と

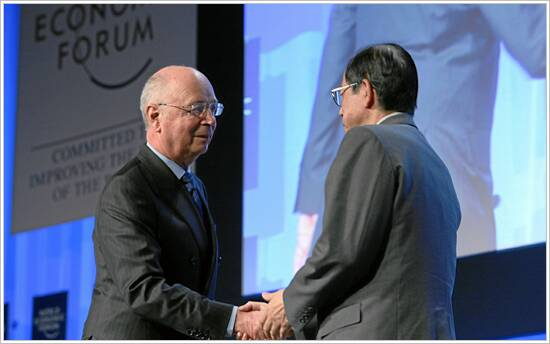
2008年1月26日、世界経済フォーラム理事長クラウス・シュワブ（左）と

200年住宅ビジョン
党の住宅土地調査会では会長に就任し、2007年5月に「200年住宅ビジョン」を提言している。「30年程度しかもたない今の住宅では、土地にしか価値がなくなるから土地が投機対象になる」と指摘し、住宅の耐用年数向上の実現による資産価値向上と、その実現に向け税制改正の可能性に言及している。
内閣総理大臣就任後、福田は「大量生産、大量消費をよしとする社会からの決別」を宣言し、30年程度で建て替える日本の住宅の製品ライフサイクルを見直し長寿命化を推進する、と主張した。福田内閣では「長期耐用住宅」に対する不動産取得税や固定資産税の減免を盛り込んだ「長期優良住宅普及促進法」案を策定し、第169回国会に提出した。また、住宅改修時の履歴やエビデンスを記録をさせるなど、中古住宅を安心して購入できる環境を整備し、転売を促進することで中古住宅市場の活性化を図るとしている。第169回国会の混乱の煽りを受け、長期優良住宅普及促進法案は継続審議扱いとなったが、第170回国会にて可決、成立した。
消費者保護
第168回国会の所信表明演説にて「真に消費者や生活者の視点に立った行政に発想を転換」すると述べ、消費者保護政策を重視する考えを示している。政権発足後、内閣府特命担当大臣（国民生活担当）の岸田文雄に対し、消費者の視点で政府の政策や法令を見直し2007年12月までに緊急対策を纏めるよう指示している。今後、中央省庁の案や有識者の意見を踏まえ岸田が福田に報告し、法改正が必要な場合は第169回国会での法案提出を目指すとしている。その他、内閣総理大臣として史上初めて国民生活センターを視察したり、国民生活審議会への出席時間が内閣総理大臣として歴代最長となったりと、さまざまな場で消費者重視政策をアピールしている。安倍政権では国民生活センターの大幅な機能縮小が提言されたが、福田は内閣府国民生活局長の西達男に対し「10年後、20年後を見通して組織として充実を図るべきだ」と指示、国民生活審議会で機能強化を検討することになった。
消費者行政一元化
2008年4月23日、福田は「消費者行政推進会議」にて、政府の消費者行政を一元化するため内閣府の外局として「消費者庁」を新設し、消費者行政の企画立案や他省庁への是正勧告権を附与すると正式表明した。
福田は「消費者行政の司令塔として、消費者の安全、安心にかかわる問題について幅広く所管し、消費者の視点から監視する強力な権限を有する消費者庁を来年度に立ち上げ、早急に事務作業に着手する」とし、各省庁に対する是正勧告権を附与する考えを示した。また、「消費者庁創設は行政組織の肥大化を招くものであってはならない。各省の重複や時代遅れの組織の整理にもつながるものでなければならない」と強調し、消費者庁の組織・定員は他省庁から振り替えることで行政の肥大化を防ぎ、併せて縦割り行政の弊害解消や小さな政府実現を目指すよう指示した。これを受け、政府内にて「消費者庁設置法」などの法制化の準備が進められ、同法をはじめとする関連法案が第170回国会に提出された。これらの法案は次の国会に引き継がれ、第171回国会にて衆議院、参議院とも与野党全会一致により可決、成立した。
経済の構造改革
日本経済について「成長だとかGDP（国内総生産）という量的なものではなく、質的な転換がいる」との持論を持っており、経済財政諮問会議に「構造変化と日本経済専門調査会」を新規に設置した。内閣府特命担当大臣（経済財政政策担当）大田弘子に対し、小泉政権当時の経済財政諮問会議議員だった牛尾治朗や、植田和男、香西泰を同調査会のメンバーとするよう指示し、同調査会に対し21世紀版「前川リポート」を策定するよう要請した。
「構造変化と日本経済専門調査会」の初会合で福田は植田和男を会長に指名し、第34回主要国首脳会議前でにリポートを纏め、内需主導の経済構造の実現を訴えることを目指すとした。

### 通商・資源・エネルギー

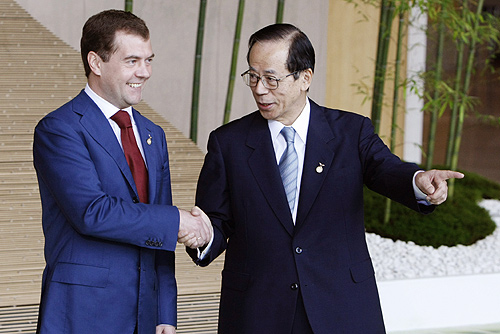
2008年7月7日、ロシア連邦大統領ドミートリー・メドヴェージェフ（左）と

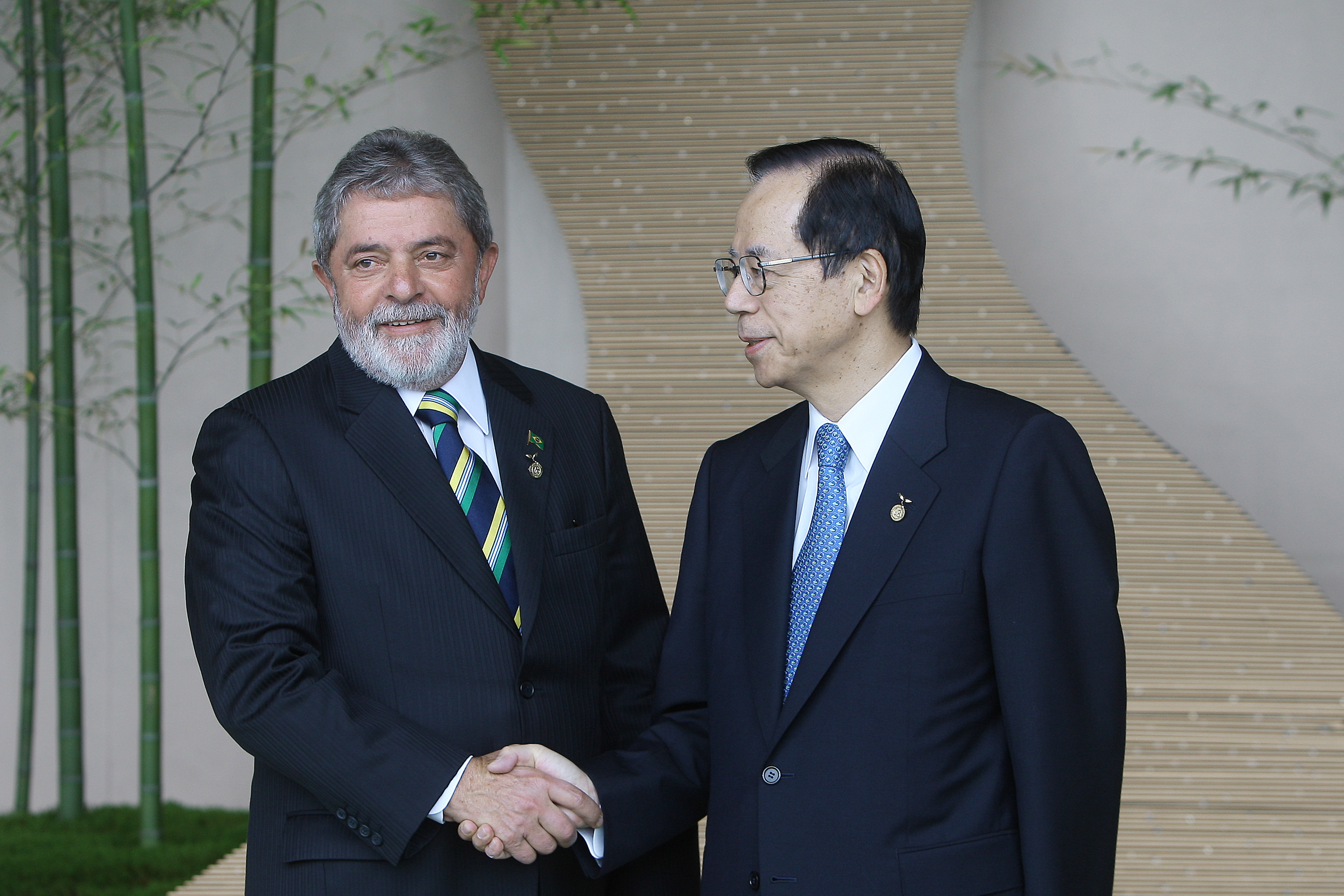
2008年7月9日、ブラジル大統領ルイス・イナシオ・ルーラ・ダ・シルヴァ（左）と

資源国との関係の強化
丸善石油のサラリーマン時代から築いた人脈を生かして豊富な天然資源を持つBRICS諸国やアフリカ諸国との関係強化を図り、日本として資源・エネルギーの安定的な確保を積極的に推し進めた。
2008年5月に開催された第4回アフリカ開発会議では、史上初めて内閣総理大臣として議長に就任した。その際、会議に出席するため日本を訪れた40人以上の首脳と個別に会談し、レアメタルなどの資源確保や常任理事国改革について日本への協力を要請した。さらに、アフリカ10ヶ国委員会との首脳会談も、日本の内閣総理大臣として初めて行った。
大陸棚の認定範囲の拡大
小泉政権の閣僚懇談会の席上、国土交通大臣扇千景が大陸棚調査体制の不備を述べたところ、内閣官房長官の福田は「大陸棚の画定は国益にかかわる重大課題。政府を挙げて対応する必要がある」と主張し、関係省庁に対して検討会議の設置を指示した。内閣官房長官退任後は「大陸棚調査推進議員連盟」を結成し、扇を名誉会長に据え、福田はその会長に就任した。
福田政権成立後は、内閣総合海洋政策本部に参与会議を設置するなど、機能の強化を図った。その席上「大陸棚調査推進議員連盟の会長であったため、海洋分野にも深い関心があることから、今回の参与会議の開催を喜ばしく思う」とした上で「政府一体となって海洋政策を強力に推進していく」と述べ、海洋資源権益確保の推進を指示した。2008年6月には、日本の大陸棚認定範囲の拡大を国際連合に対し申請することを決定した。日本が独自開発できる海域は、従来は排他的経済水域447万平方キロに留まっていたが、この申請の承認により新たに38万平方キロ（日本列島の面積に匹敵）が加わることになり、コバルトなどレアメタルの確保が図れるとされている。

### 文教・科学技術

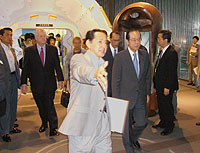
2008年6月8日、日本科学未来館館長毛利衛（中央）と

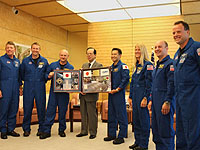
2008年7月29日、STS-124に参加した宇宙飛行士らと

知的財産戦略の策定
知的財産権について、福田は「知財戦略は誤れば国全体の競争力を失いかねない非常に重要な政策だ」と述べ、コンテンツ産業の育成と競争力強化を目指し著作権法を2008年中に見直すと表明した。
福田内閣の下で策定された「知的財産推進計画2008」では、時代に合致しない法律の改定や国外での知的財産侵害への対策強化を謳っている。具体的には、GoogleやYahoo!などの検索サービスの2008年度中の合法化、国外の運営者に対し日本のコンテンツ事業者が削除要請できる仕組みの構築、などが盛り込まれた。
また、ニコニコ動画やYouTubeの興隆など、著作物の二次利用は新たなビジネス創出に繋がると判断し、著作物の無許可利用を解禁するフェアユース規定の導入を検討している。二次利用コストの低減、新しいビジネスモデルの開発、新規事業者の参入促進を目指し、2008年度中に包括的な権利制限規定の結論を出すとしている。
iPS細胞の開発支援
福田内閣の「知的財産推進計画2008」には、先端医療分野に対する支援策も盛り込まれた。特許保護体制の早急な整備・構築を打ち出すとともに、人工多能性幹細胞研究に対し国内の大学・研究機関の総力を投入し、オールジャパン体制でのiPS細胞開発支援を打ち出した。
学校行事としての靖國神社、護国神社訪問を解禁
文部省は1949年の事務次官通達にて、学校行事としての靖國神社訪問を禁止していた。しかし、福田はこの通達の失効を閣議決定し、各学校に対し靖國神社や護国神社への訪問を解禁した。
文部省が1949年に発した事務次官通達「社会科その他、初等および中等教育における宗教の取扱について」によれば、学校の行事として靖國神社や護国神社など戦没者を祀る施設に訪問することは禁止されていた。以来、この規定は、修学旅行や社会科見学などで靖國神社や護国神社を訪問できない根拠の一つとされていた。
2008年5月23日、福田内閣は通達の失効を明言する答弁書を作成し、閣議決定を経て衆議院に提出した。この閣議決定により、戦没者を祀る施設を訪問する学校行事が解禁されることになった。
学習指導要領解説書に竹島領有権問題を明記
学習指導要領解説書に竹島領有権問題を明記した。
主要国首脳会議にて福田が明記することを韓国大統領の李明博に直接通告し、李は見送るよう懇願したが、福田は文部科学大臣の渡海紀三朗に指示し竹島問題を明記することで決着した。

### 社会保障
基礎年金国庫負担の財源問題
2009年度の基礎年金国庫負担率引き上げにともなう2兆5000億円の財源問題財源について、「今のようなきちきちの財政状況で（財源を）ひねりだすのは難しい問題だ。なおかつ毎年社会保障関係費は増加している」ため、歳出削減で補えない場合は「消費税を含めた他の手段を考える必要はある」と主張している。
ハンセン病患者への隔離政策見直し
2001年5月11日に熊本地方裁判所にて「らい予防法違憲国家賠償請求訴訟」で国が敗訴した際、内閣官房長官だった福田は控訴断念を主張した。厚生労働省が控訴する意向と知った福田は、控訴の断念に向け「何とかならないか」と内閣官房副長官の古川貞二郎に指示し、厚生労働省と調整させている。調整後、長官執務室に法務大臣の森山眞弓、厚生労働大臣の坂口力を呼び出し、「厚労省としての考えはどちらですか」と確認し、坂口に「省の意見は控訴断念です」との返答させてから、小泉純一郎に最終判断を仰いでいる。これらの政府内の一連の動きについて、坂口は「福田さんこそが控訴断念の立役者」と評し、事務方の調整を行った古川も、同趣旨の発言をしている。
社会保障制度の見直し
「社会保障国民会議」を内閣官房に設置し、社会保障に関する制度を見直しを進めた。メンバーは福田自らが人選し、小泉政権で経済財政諮問会議議員を務めた奥田碩、吉川洋らを指名した。さらに、新たに内閣総理大臣補佐官（社会保障担当）のポストを設け、小泉政権で内閣府副大臣、内閣府特命担当大臣（金融担当）を歴任し、「社会保障費を5年間で1.1兆円削減する」党方針を取り纏めた伊藤達也を補佐官に任命し、同会議の統括を命じた。伊藤、奥田、吉川らを含む人事に対し、尾辻秀久は「かつての竹中路線、経済財政諮問会議と考え方を同じくする人。社会保障はもっと弱者に優しくなきゃいかん」と主張し、丹羽雄哉、坂口力らも批判するなど、厚生大臣経験者ら小泉改革に否定的な厚生関係議員（社労族議員）が強く反発した。
社会保障国民会議は、途中で民主党への政権交代があったため取りまとめに時間を要し、最終的には三党合意による社会保障制度改革国民会議と同日に最終報告が提出されて、共に閉会した。

### 外交

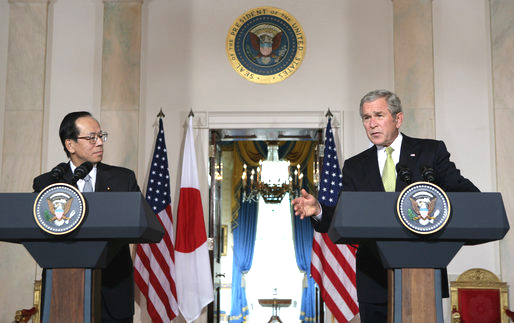
2007年11月16日、ホワイトハウスでの共同記者会見にてアメリカ合衆国大統領ジョージ・W・ブッシュ（右）と

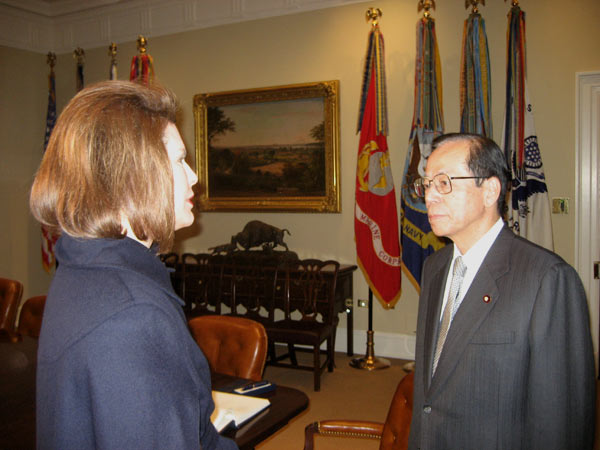
首相就任後の初外遊先である米国にて国務省儀典長ナンシー・ブリンカー（左）と

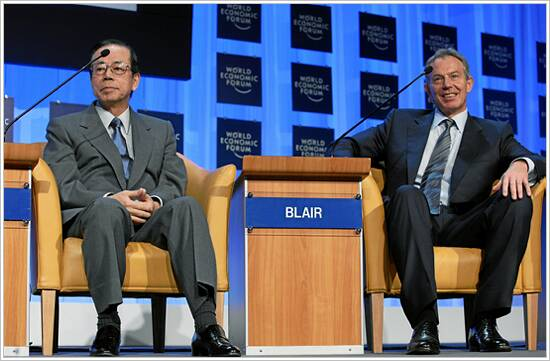
2008年1月26日、スイスにて中東カルテット特使トニー・ブレア（右）と

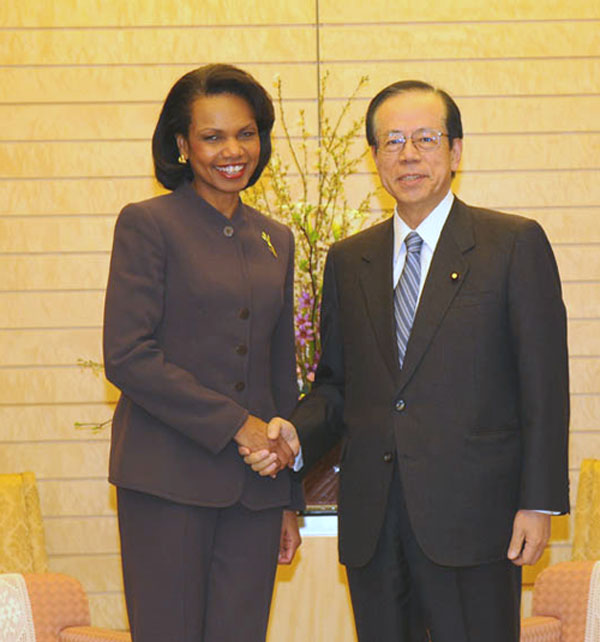
2008年2月27日、アメリカ合衆国国務長官コンドリーザ・ライス（左）と

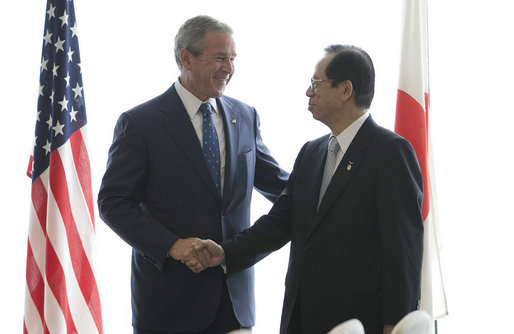
2008年7月6日、アメリカ合衆国大統領ジョージ・W・ブッシュ（左）と

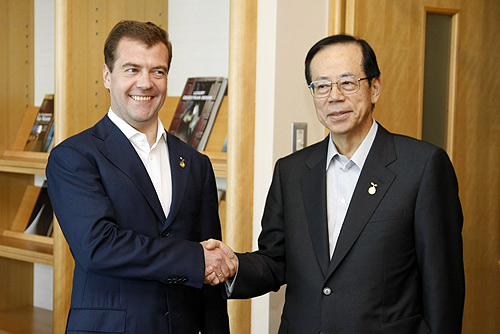
2008年7月8日、ロシア大統領ドミートリー・メドヴェージェフ（左）と

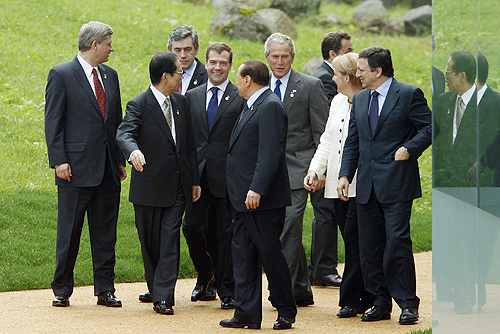
2008年7月8日、第34回主要国首脳会議の出席者と

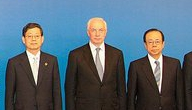
2011年4月15日、ボアオ・アジア・フォーラム年次総会の出席者と

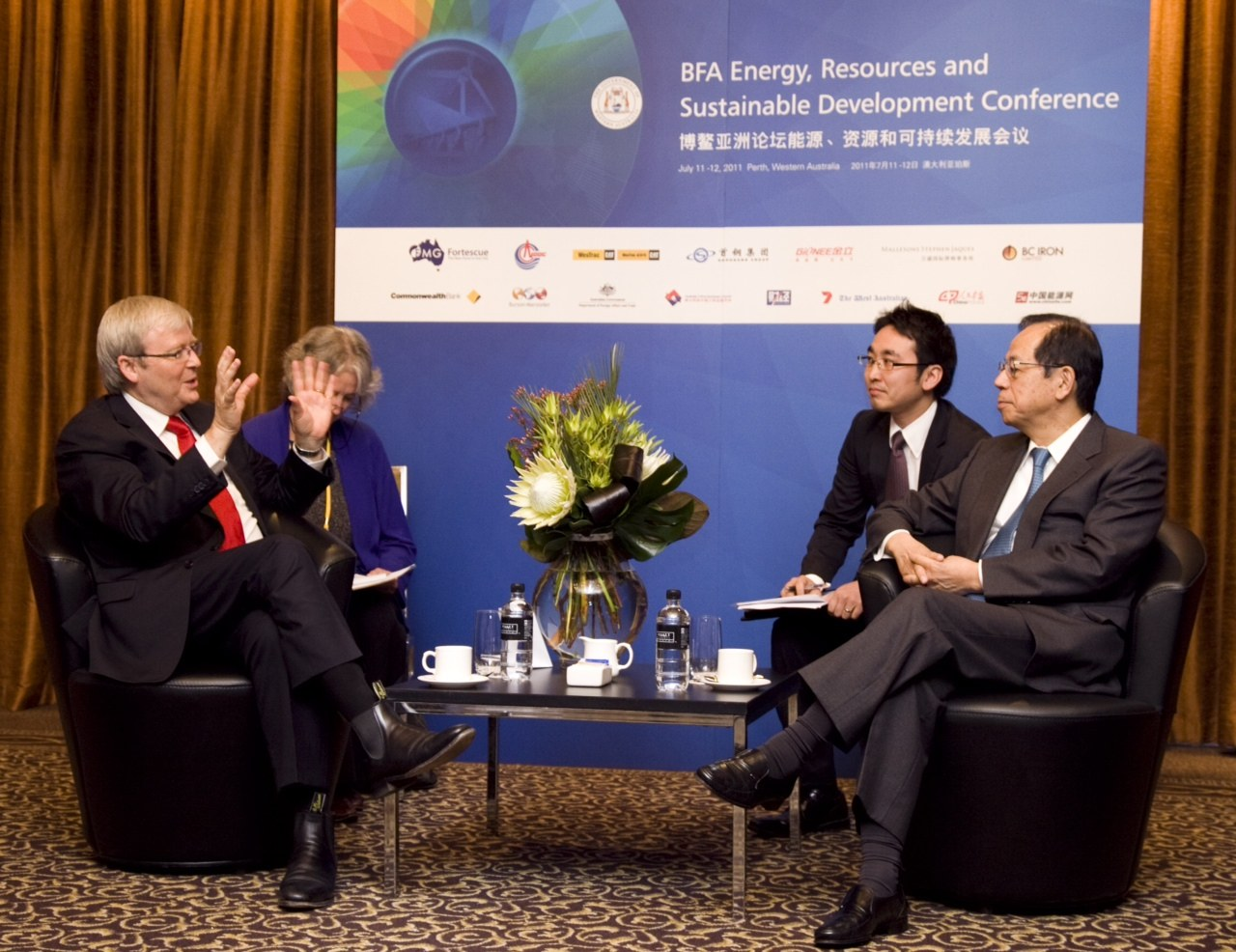
2011年7月、オーストラリア外務大臣ケビン・ラッド（手前左）らと

前任の安倍晋三と比べると、多国間の協調を重視する姿勢が強いと評価されている。しかし、一方で他国に過大な配慮を行っているとの批判もあり、全方位土下座外交と呼ばれることもある。
新外交理念の提唱
2006年4月25日、都内での講演で、亡父の福田赳夫が首相在任中に打ち出した対東南アジア外交の基本原則「福田ドクトリン」を基礎に、新たな対アジア政策を策定すべきだとの考えを表明した。
2008年5月22日、国際交流会議晩餐会での演説にて、アジア・太平洋地域に対する日本政府の新たな5つの外交理念を表明した。
1. ASEAN共同体実現への断固支持
2. 日米同盟の強化
3. 平和協力国家として尽力
4. 知的・世代的交流インフラの育成・強化
5. 気候変動との闘い

外交政策の立案
福田は外交や経済で日本の存在感が薄れていることを懸念しており、五百旗頭真を座長とする「外交政策勉強会」を設置し、国際社会の中での日本のシェア低下への対応を諮問した。なお、岡本行夫、小此木政夫、北岡伸一、谷野作太郎、渡辺修など、小泉政権の「対外関係タスクフォース」メンバーの半数以上が外交政策勉強会にも参加している。
主要国首脳会議
2008年の日仏首脳会談にて、フランス大統領ニコラ・サルコジが「国際社会の変化に対応して、参加国を拡大する必要がある」と述べ、主要国首脳会議参加国に中国やインドなど経済新興国も加えるよう主張した。しかし、福田は「国際社会に大きな責任を共有する小人数による率直な意見交換の場だ」と述べ、経済新興国の参加はアウトリーチ会合のみで十分との考えを示した。
2008年7月7日から開催された第34回主要国首脳会議（北海道洞爺湖サミット）では議長を務めた。
中国製冷凍餃子中毒事件では、中国国内で日本未出荷の餃子から日本と同様の食中毒が発生し7月初めに伝えられたものの、中国政府への要請とサミットへの配慮から、事実が1ヶ月遅く公表されることとなった。
アジア外交
2007年11月23日 韓国海洋博覧会への支持を表明。「海洋」をテーマにした博覧会であるため、日本海呼称問題や竹島問題を韓国側の主張を宣伝する場所になることが危惧されるが、韓国との軋轢を避けるため、展示内容に配慮を求めるなどの要求は行わなかった。
2008年5月、東南アジア諸国連合加盟国が推進する「ASEAN共同体」構想に対し、支持を打ち出した。さらに、EUにおける日本政府EU代表部と同様に、将来的にはASEANにも日本政府ASEAN代表部やASEAN担当大使を新設すると表明した。
台湾
中華民国総統（当時）の陳水扁が「台湾」名義での国際連合加盟の是非を問う住民投票の実施を表明すると、中華人民共和国主席胡錦濤やアメリカ合衆国大統領ジョージ・W・ブッシュが反対を表明するなど、中国、アメリカ、欧州各国の政府は住民投票実施に反対した。しかし、他国の政府とは一線を画し、日本として「独立反対」との表現を避け台湾に一定の配慮を示す立場を堅持している。
元総統の李登輝とは、父である赳夫の代から交流があり、康夫自身も台湾を訪れた際には李と会食するなど関係を保っている。また、小泉政権にて内閣官房長官を務めた際、中国共産党が台湾要人の訪日に反対姿勢を見せる中、福田は台湾外交部長の簡又新の入国を認めるよう指示し、2003年秋の簡の訪日を実現させたとされる。
首相就任時に際し、台湾のマスコミから、日本の政治家としては異例な「台湾を三回訪問したことがある人物」と紹介され、台北経済文化代表処のパーティーにも招かれ参加している。
2007年12月28日、日中首脳会談後の共同記者会見中、中国側の通訳が「福田首相は台湾独立に反対するとの立場を順守、厳守していくことを表明した」と福田の発言を歪曲して翻訳した。しかし、それを聞いた福田は外務審議官藪中三十二に資料を持って来させ、通訳の誤訳をその場で自ら訂正した。
2008年5月、中国国民党の馬英九が台湾の新総統に就任すると、国交断絶以降史上初めて、日本政府として祝賀メッセージを送付した。
コソボ地位問題
2008年2月17日、コソボ・メトヒヤ自治州の暫定政府がセルビアからの独立を宣言すると、日本政府として国家承認を行う考えを表明した。コソボの独立に関しては、賛成するアメリカ、イギリス、フランス、ドイツらと反対するロシア、中国、セルビアらに二分され、欧州連合や国際連合の機関承認は見送られている。そのため、承認する時期については情勢を見極め慎重に検討する考えを示した。3月5日、福田はコソボと同じくバルカン半島に位置するクロアチアの大統領スティエパン・メシッチらと会談し、両国ともコソボを国家承認する意向を確認し合った。その上で、独立宣言から1ヶ月後の3月18日、コソボの独立承認を正式に閣議決定した。
北朝鮮による日本人拉致問題
自民党総裁選直前に行われた2007年9月21日の東京・内幸町の日本プレスセンターにおける麻生太郎との公開討論会においては、「拉致被害者に一刻も早く帰国してもらうということを最優先にすべき」、「だからといって、過大な要求をつきつけられることがあってはならない。」、「交渉は対話一本やりでなく、状況に応じて対話と圧力を活用して交渉する」、「こちらと対話するような雰囲気がまったくない、対話が途切れている場合は圧力も必要かと思う」などの見解を示した。
周辺諸国に対しても日本人拉致問題解決への協力を要請している。日米首脳会談では、アメリカ合衆国大統領ジョージ・W・ブッシュとの間で日本人拉致問題について議論を交わし、日越首脳会談では、福田がベトナム国家主席のグエン・ミン・チェットに対し、日本人拉致問題・ミサイル問題解決に向けベトナムから北朝鮮への働きかけを要請し、日露首脳会談でもロシア連邦大統領ウラジーミル・プーチンに影響力を行使するよう要請し協力を取り付けている。
2008年7月6日の日米首脳会談では、拉致被害者の母親の著書の英訳版をブッシュに贈呈し「非核化と拉致問題の解決が重要だ。引き続き米国と協力していきたい」と主張し協力を要請、ブッシュから「自分は拉致問題を決して忘れない。迅速な解決策を見いだすため引き続き緊密に連携していく」との言質を取った。また、福田は北朝鮮に対する厳正な検証が必要と主張し、ブッシュとの間で北朝鮮への検証の実施により核開発放棄に繋げることで合意した。翌日から開催された第34回主要国首脳会議でも日本人拉致問題を提起し各国首脳から日本への支持を取り付け、日本人拉致問題に関する北朝鮮への非難がサミットの首脳声明に史上初めて盛り込まれた。
ミャンマー軍事政権
ミャンマーにてサイクロン・ナルギスによる多数の死傷者が発生したため、日本政府は1000万ドル規模の緊急支援を表明し、福田は国際緊急援助隊の派遣など人的支援も表明した。しかし、ミャンマーの軍事政権は、各国からの人的援助の申し出を拒否するとともに、国民に対してはメディアを通じ円滑な救援活動が実施されているとアピールした。この軍事政権の対応について、福田は「正直理解できない」と厳しく指摘し「仮に（死者が）10万人の災害なら、国際社会として放置するわけにはいかない」と述べた上で、国際連合の枠組みを活用し積極介入も必要と指摘した。さらに、国家平和発展評議会議長タン・シュエに対し、日本が緊急医療チームを派遣する用意があることを伝え、他国や国際機関の援助要員を受け入れるよう要請した。
北京オリンピック
2008年4月2日、2008年のチベット動乱でチベットを鎮圧した中国共産党への批判が国際的に高まったことについて、福田は「人権にかかわるようなことがあるならば、懸念を表明せざるを得ない」と述べた。その一方で、2008年北京オリンピックの開会式に出席するのかどうかについて聞かれると「中国が努力している最中に参加するとかしないとか言うべきではない」と発言し、その後、開会式に出席した。
2008年北京オリンピックの聖火リレーにて各国での抗議行動からリレー走者を護っている「聖火防衛隊」について、日本政府、および、警察庁は「聖火防衛隊」による警察権行使を拒否する考えを表明した。国家公安委員会委員長の泉信也は「各国の報道では法執行権限を持っているような振る舞いをしているが、そのような行動を取るなら受け入れられない」と指摘し、内閣官房長官の町村信孝も「正体不明かどうか分かりませんが、青い服を着た人達を出したいという話がきているとは思いませんし、また、仮にそういう話があったにしても、わが国はきちんとした法治国家でありますので、他国の警察等々の力を借りなければならないという治安状態にはない」と述べた。福田康夫も中国外交部長の楊潔篪に対し「日本の警察がしっかり守る」と強調し、「聖火防衛隊」の警護は不要との考えを示した。さらに、チベット問題について中国側の主張を述べる楊に対し、福田は「国際的な問題になっている現実を直視する必要がある」と反論した。
中国中央電視台とのインタビューにて、中国人のスポーツ観戦時の態度の悪さが問題視されている件について触れ、福田は「大勢の中国の方が中国の応援ばかりする」と苦言を呈した。そのうえで、福田は「相手の国を批判するとかブーイングみたいなことをすれば、そうされた国の人たちは反感を持つ」と指摘し、他国民にも「ほほ笑み」をもって応じるよう中国国民に対して要求した。
東シナ海ガス田問題
2008年6月18日に中国政府と共同開発で合意し、「東シナ海を平和・協力・友好の海にとかねてから話し合っていたが、今回合意できて大変結構だ」と述べた。
靖国神社問題
2001年12月、内閣官房長官としての私的諮問機関として「追悼・平和祈念のための記念碑等施設の在り方を考える懇談会」を発足させた。2005年11月9日に発足した超党派の議員連盟「国立追悼施設を考える会」では、設立総会に参加した。
2006年4月25日、都内での講演で小泉純一郎首相の靖国神社参拝について「この問題は国際的な広がりを持ってしまい、日本にプラスになっていない」と否定的評価を示した。自身が首相になった場合についても「参拝することは、おそらくないと思う」と答えている。2007年9月15日の総裁選出馬記者会見では、「相手が嫌がることをあえてする必要はない」と述べた。
ただ、戦没者の追悼や慰霊自体には積極的に参加しており、内閣官房長官在任時を除けばほぼ毎年、福田は終戦の日に群馬縣護國神社を参拝し英霊を追悼している。また、靖国神社への集団参拝には参加していないものの、「大勢で参加することじゃないと、個人でふらりと出かけていた」と指摘されており、参拝時は私人として個人的に行っていたとされる。
村山内閣総理大臣談話「戦後50周年の終戦記念日にあたって」
2007年9月19日、日本外国特派員協会において、「村山首相の時代に首相が言ったことだから、正しいものだと考える必要がある」と述べ、「村山談話」を踏襲する意向を示した。
2008年5月7日、福田は胡錦濤との日中首脳会談に臨んだが、その中で発表された「戦略的互恵関係の包括的推進に関する日中共同声明」では村山談話については一切言及しなかった。村山談話の発表以降、日中首脳会談後の共同声明で村山談話に一切触れないのは極めて異例であり、1980年代以降必ず全ての共同文書に記載されていた歴史問題への言及を除外し、逆に日本が戦後60年間世界の平和と安定に貢献していることを積極的に評価して日本と中国は互いにパートナーであって脅威ではないとする文言が記載された。
政府開発援助
2007年度を最後に中国に対する円借款を打ち切ると正式決定した。さらに、2007年度分の中国への円借款は、環境保護対策に使途を限定したうえで、2006年度比で2割以上削減した。
インド
内閣総理大臣退任後には、中山太郎の後任として日印友好議員連盟の会長に就任した。2010年10月、インド首相マンモハン・シンが来日した際には、会長代理の川端達夫らとともに、日印友好議員連盟会長として歓迎会に出席している。

### 環境

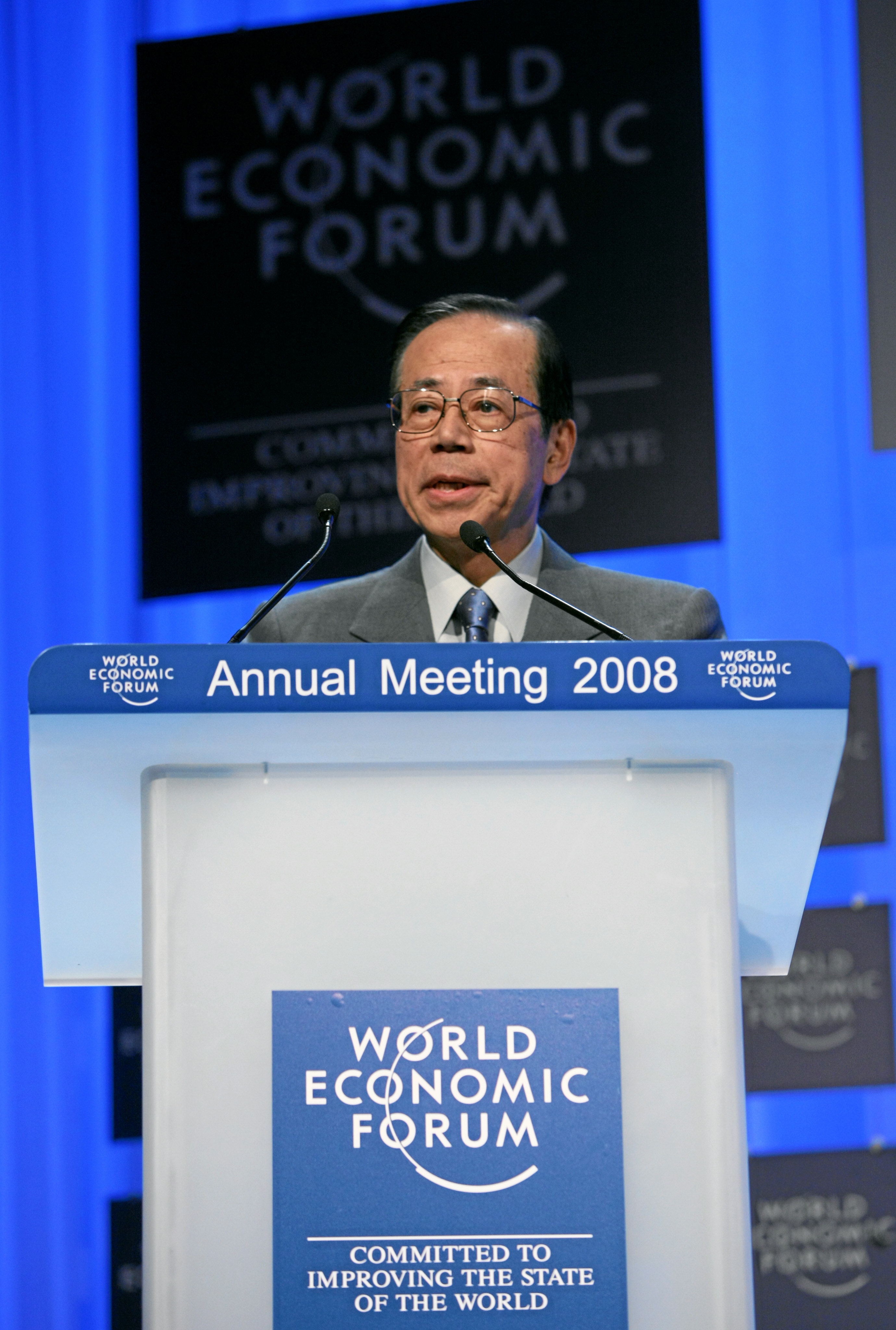
2008年1月26日、世界経済フォーラム年次総会にてクールアース推進構想を提唱

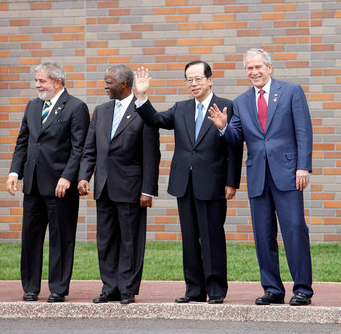
2008年7月9日、エネルギー安全保障と気候変動に関する主要経済国会合にてブラジル大統領ルイス・イナシオ・ルーラ・ダ・シルヴァ（左から1人目）、南アフリカ共和国大統領タボ・ムベキ（左から2人目）、アメリカ合衆国大統領ジョージ・W・ブッシュ（右から1人目）と

クールアース推進構想の提唱
2008年1月26日、世界経済フォーラム年次総会での演説にて「クールアース推進構想」を提唱した。この演説の中で、ポスト京都議定書の枠組みの構築、環境技術移転や途上国支援による国際的環境協力、革新技術の開発と低炭素社会への転換を実現するイノベーション、の三点について提案を行った。この提案では中国やアメリカなどを含む主要排出国全ての参加を求めており、セクター別の算出値に基づく国別総量目標を掲げるとしている。
欧州連合は「クールアース推進構想」に対し肯定的な姿勢を示しており、2008年4月23日の日欧首脳会談にて、福田は欧州委員会委員長ジョゼ・マヌエル・ドゥラン・バローゾや欧州連合議長国スロベニアの首相ヤネス・ヤンシャから「セクター別アプローチ」への賛同を取り付けた。
第34回主要国首脳会議では温暖化対策が主要議題となったが、アメリカと他国との間で温暖化政策の隔たりが大きく、事務当局の調整は首脳宣言採択当日の朝まで続いたが合意に至らなかった。そのため、7月7日夜から翌日朝にかけ、福田はホテルの内線電話などで各首脳を個別に説得し、長期目標の設定に合意するよう訴えた。その結果、2050年までに世界の温室効果ガス排出量の半減を数値目標として共有することで合意し、サミット首脳宣言に盛り込まれた。
低炭素社会の推進
2008年4月17日の主要8ヶ国ビジネスサミットでの演説にて、低炭素社会の推進を表明した。出席した日本経済団体連合会など各国の経済団体の首脳に対し、二酸化炭素排出削減への協力を促し、「低炭素革命」の実現を呼びかけた。
「福田ビジョン」の提唱
2008年6月9日、福田は「『将来の世代』のための『低炭素社会』へと大きくかじを切らねばならない」と述べ、「『低炭素社会・日本』をめざして」と題した地球温暖化対策を発表した。低炭素革命により国際社会での日本の存在感を高め、これをビジネスチャンスに繋げ強固な日本経済構築を図ると主張した。このビジョンの骨子として、2008年秋からの二酸化炭素排出量取引の試験導入、2030年までに太陽光発電導入量を40倍にする、などの数値目標を含む具体案を列挙した。日本の温暖化ガス総排出量については、長期目標として2050年に現状比60〜80%削減を掲げたが、中期目標はポスト京都議定書交渉での切り札とすることを狙い2009年に数値を発表するとした。
福田ビジョンにおいて国内排出量取引制度の導入が初めて明言され、国際連合環境計画金融イニシアチブ特別顧問の末吉竹二郎は、同制度について当初は「議論すらオープンに出来ない雰囲気」だったと指摘し、導入を明言したのは「非常に厚い氷を割ったといえる」と評し「やると決めたのは英断だった」と述べている。
1. 革新技術の開発と既存先進技術の普及
2. 国全体を低炭素化へ動かしていくための仕組み
3. 地方の活躍
4. 国民主役の低炭素化

### 危機管理
岩手・宮城内陸地震
2008年6月14日午前8時43分、岩手県内陸南部を震源とする岩手・宮城内陸地震が発生した。福田は発生から7分後の午前8時50分に「被災状況の早期把握、迅速な広報、被災者などがある場合は救助に全力を挙げるように」と指示し、午前8時59分には陸上自衛隊八戸駐屯地からヘリコプターを派遣した。地震発生から10分以内に消防庁災害対策本部、警察庁災害警備本部、総理大臣官邸危機管理センター官邸対策室、内閣府災害対策室、防衛省災害連絡室、海上保安庁地震災害対策本部の設置が完了するなど、素早い対応を見せた。
福田は内閣府特命担当大臣（防災担当）泉信也ら政府調査団を現地に派遣し、政府現地連絡対策室を栗原市に設置した。福田は官邸対策室にて陣頭指揮を執り、内閣危機管理監伊藤哲朗らに「現地では日没が迫っている。警察、自衛隊などのヘリコプターを効果的に運用し、状況把握に努め、救出活動に全力を挙げてほしい」と指示し、泉らからの現地報告に対し、行方不明者捜索や被害確認を夜を徹して継続するよう命じた。
首相による被災地視察は、震災直後に実施すれば人員が首相への対応に追われてしまい、結果的に現場が混乱てしまうと判断した。そのため、地震直後は被災者救援を最優先とし首相の被災地視察は見送り、6月18日に福田が被災地のダムや道路の視察と被災者の激励を行った。新潟県中越沖地震発生当日に当時の首相が現地視察を実施したことにより、危機管理や救援活動優先の観点から疑問視された反省に基づくものとされる
7月9日、福田康夫内閣は政令を公布し、一関市、奥州市、栗原市に対し激甚災害指定を行った。
パンデミックの防止
2008年5月の演説にて、「アジア防災・防疫ネットワーク」を提唱し、アジア全体を網羅する防災・防疫体制の構築を訴えた。インフルエンザのパンデミック発生に備え、日本の資金援助により50万人分の抗ウイルス薬を新たに購入し、東南アジア諸国連合域内だけで100万人分の備蓄体制を構築するとした。また、各国の保健機関による伝染病監視体制の強化を主張している。
緊急援助隊の創設
2008年5月の演説にて、「防災協力外交」に注力することを表明し、アジア各国の自然災害に対し国際的な緊急援助隊を派遣できる制度を提唱した。被災国からの支援要請を待たずに援助隊を派遣することで迅速な救援・復興支援活動の実現を目指すとしており、まずASEAN+3各国での協定の締結を提案した。
食糧危機への対応
2008年、米不足に陥ると予測されたフィリピンが、各国に対し緊急援助要請を行った。これを受け、ミニマム・アクセスに基づき日本政府が輸入し備蓄されたままとなっていた輸入義務米の流用を決断し、フィリピンに対し政府備蓄米を援助することを決定した。2008年6月、福田は国際連合食糧農業機関の食糧サミットで演説し、各国で相次ぐ食糧不足に対し「日本政府の保有する輸入米30万トン以上を放出する用意がある」と表明し、各国政府に対しても備蓄食糧を市場に放出するよう要請した。

### 政治制度
憲法
「日本国憲法」の前文は平和主義の精神を積極的に推し進めてきた反面、自衛という概念が希薄になっているという一大欠陥を抱えていることからあるため、日本のこれからの状況および国際環境を考えた上で前文の改正が必要であるとしている。
政治資金
安倍晋三が政治資金収支報告書に「1円以上」の領収書添付を義務付ける方針を示したことについて、2007年9月15日に自民党本部で行われた共同記者会見において「すべてを公開するのが妥当かどうか」と述べた。
内閣人事局制度への反対
安倍晋三内閣が決定した内閣人事局について、「政治家が人事をやってはいけない」「内閣人事局は最大の失敗」「国家の破滅に近づく」として反対している。
公文書の管理体制の整備
独立行政法人国立公文書館の整備、拡充を持論としており、「公文書館推進議員懇談会」では代表に就任している。公文書館の人員について、他国と比較し「米国の公文書館では2500人、英国では550人もの職員が働いているが、日本では、わずか42人。政府や自治体が持つ記録は、国民の共有財産なのだから、大事に保存して次世代に引き継がなくてはいけない」と指摘している。薬害肝炎問題では厚生労働省の杜撰な文書管理が明るみに出て、報告を受けた福田は激怒したとされる。2008年2月29日には内閣府特命担当大臣（少子化対策・男女共同参画担当）の上川陽子を公文書管理担当大臣に任命し、公文書の作成から保管までをルール化する「文書管理法案」の策定を指示した。
首相退任後も、一議員として公文書管理法案の成立に尽力した。2009年4月には、自由民主党と民主党の政策担当者を呼び寄せ「これは与野党が対立する案件ではない」と主張し、両党による修正協議を提案した。この提案を受け、民主党も逢坂誠二らが修正協議の開始に同意し、福田も自ら修正協議の場に加わった。同年5月、福田と枝野幸男らが修正案の叩き台を作成し、他党も加えたうえで修正案が正式合意された。
当初、民主党の西村智奈美が「審議に100時間は必要だ」と主張し、与党側も「重要法案」指定を見送ったことから、第171回国会での公文書管理法の成立は絶望視されていた。しかし、福田らによる事前の修正協議が功を奏し、国会での委員会審議は両院計12時間で終了するなど異例の速さで審議が進み、公文書管理法は2009年6月に与野党全会一致で可決、成立した。東京大学大学院人文社会系研究科教授の野島陽子は、法案成立の経緯について論じた際に、上川陽子、逢坂誠二、西村智奈美の3名を法文整備に尽力した立役者と評した上で、福田と上川の両名を「公文書管理法の生みの親」と並び称している。
2021年7月1日には国立公文書館の50周年記念式典に出席し、スピーチの中で財務省の公文書改竄問題を厳しく批判した。
動画共有サービスの活用
党の広報活動の一環として動画共有サービスを導入している。2007年12月18日には、「YouTube」（日本版）に、自由民主党の公式チャンネル「LDP channel」が開設された。同日、福田のメッセージ動画が、歴代内閣総理大臣として初めてYouTubeに公式にアップロードされた。なお、YouTubeに公式チャンネルを開設するのは日本の政党では初めての試みである。2008年の年頭には、アメリカ駐在の経験を生かし英語でのメッセージ動画を投稿し、「環境問題で日本が中心的な役割を担うのは使命である」と語りかけるなど新年の抱負を述べた。
独立行政法人・公益法人改革
道路特定財源からの不適正な支出や、国土交通省出身者の公益法人などへの天下りが政治問題化すると、福田は「ちょっとひどい。大変な怒りを覚えた」と激怒し「独立行政法人、関連の公益法人の実態は不透明なことがある。（不適切な支出も含め）一切やめてもらうと決意し、検討を始めた」と表明した。2008年7月4日、閣僚懇談会にて国務大臣らに「公益法人への支出の三割を削減する」と指示した。「3割削減」とする数値目標について党や省庁との事前調整は一切していなかったが、同日の記者会見にて「それにとどまることはない」と発言し、削減幅のさらなる増加も示唆した。
2008年8月13日、福田は雇用・能力開発機構について「早く結論を出してくれ。決して厚労省から出てくる案を待つ必要はない」と指示した。これを受け、内閣府特命担当大臣（金融担当）兼行政改革担当大臣である茂木敏充は私のしごと館の売却か廃止、職業能力開発総合大学校の廃止、職業能力開発促進センターの移譲か廃止により雇用・能力開発機構の解体を図ると表明した。
選択的夫婦別姓制度
選択的夫婦別姓制度について、国民の感情は「賛成」に近くなっており、「賛成」を党是とする民主党に対抗するためにも、自民党主体で決着をつけるべき、としている。また、女性が働きやすい環境をつくるということになれば必要かもしれない、とも述べている。
移民受け入れへの反対
他国からの移民の受け入れには否定的な姿勢を表明している。ワシントン・ポストからのインタビューに対し、福田は「移民が急速に入り社会的混乱を起こすのは避けなければならない」と述べ、受け入れにより懸念される問題点を指摘している。その上で、少子高齢化による労働力不足の解消のため移民を受け入れるべき、との意見に対しては「受け入れる必要度はまだ小さい段階」と反論している。

## 人物

### 人物像

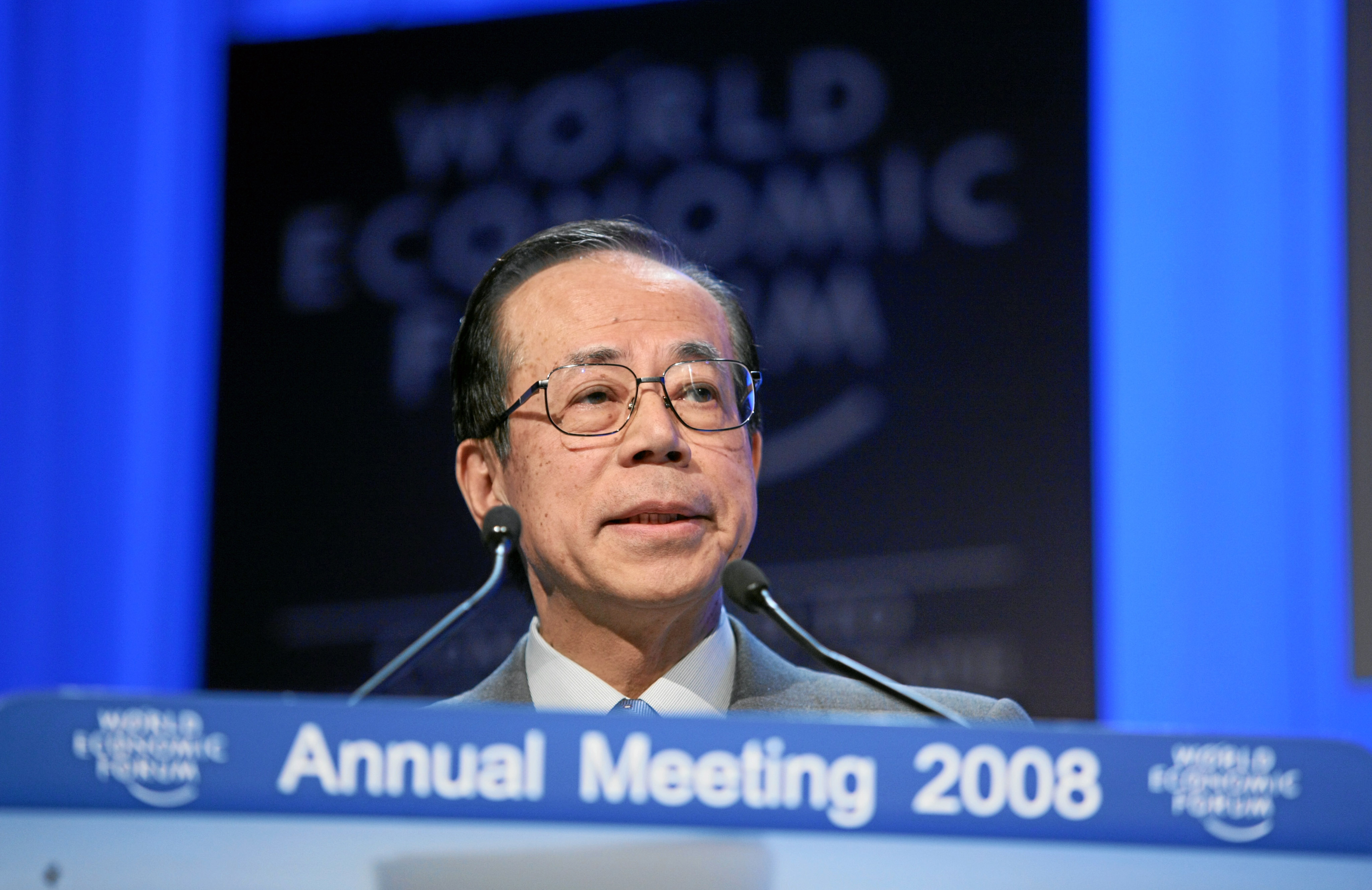
2008年1月26日、スイスのグラウビュンデン州ダボスにて

身長171cm、体重70kg。趣味はベルリオーズ、バルトーク、シューベルトなどのクラシックの鑑賞。中学2年の時にベートーヴェンの交響曲第5番のレコードを貰ったことがきっかけである。好物は蕎麦、うどん、カレーライス、肉類。ワイン通としても知られる。勝海舟が好きで、歴史小説を中心に多くの本を読む。座右の銘は「誠実に日々一生懸命」、「行蔵は我に存す、毀誉は他人の主張」（勝海舟）。スポーツが好きで、若いころは登山、スキー、ゴルフ、ボウリングなどをしていた。現在の唯一のスポーツは速歩である。好きな映画としては『黄色いリボン』などの西部劇、俳優としては高峰秀子や藤原紀香を挙げている。愛犬家でありウェルシュ・コーギーを首相公邸で飼育している。サラリーマン時代の米国赴任の経験から英語が堪能。環境に配慮し、天然ガス自動車に乗っている。

### 人物評

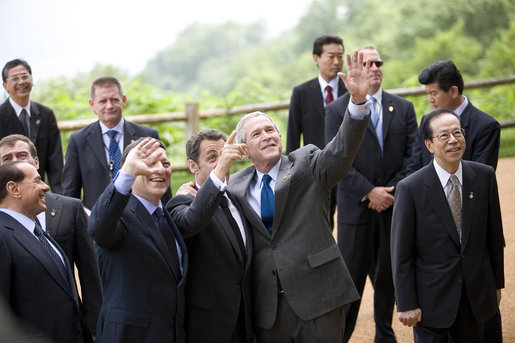
第34回主要国首脳会議にて各国首脳らと

冷静沈着な風貌で、会見時の冷笑的態度がよく知られていたが、実際には瞬間湯沸かし器といわれるほど激昂家である。官房長官時代は官房副長官を務めた安倍晋三の上司であったが、日本人拉致問題で帰国した被害者をいったん帰す意向であった福田に安倍が反発。この際「余計なことはするな」と机を蹴り上げて安倍を叱責したという。その他、官邸の官房長官執務室で大仁田厚に対し「大仁田君、政治は男のロマンだ。ファイヤー」と説くなど、ときに熱血漢ぶりを発揮することもある。政敵の菅直人は、官房長官時代の福田について「斜に構えているが泥をかぶってもやり遂げるというところがあった。小泉首相・福田官房長官というのは中曽根首相・後藤田官房長官を思わせる」と評している。脚本家の三谷幸喜は、当時の菅と福田を対比し、福田の物言いについて「明らかに面白いことを言おうという意思がうかがえ、しかも確実に面白いことを言っている」と評した。坪内祐三も「福田さんのブラックジョークが好きだった」としている。
自民党の数少ない外交族である。政界において外交は票に繋がらないというのが定説の中、父から継いだ強固な地盤で選挙には絶対の自信を持っていたためである。田中が外相時に外交が著しく停滞する中、官房長官として外務省を直接取り仕切り破綻を防いだ。これを小泉が高く評価し、後任の川口時代も実際に外務を取り仕切ることとなった。
小泉政権で福田と共に閣僚を務めた竹中平蔵は、首相就任後の福田について、クールアース推進構想での数値目標導入、公務員制度改革での内閣人事庁の新設、道路特定財源の一般財源化表明などを例示し「一カ月に一回くらい結構大きな決断をしている」と指摘し「福田総理は改革に後ろ向きであるわけではない」としている。同時に、竹中は福田政権の問題点として、福田によるプロアクティブな改革への取り組みを国民はリアクティブな改革として受け止めていると指摘し、「『政策マーケティング』に問題あり」と評している。福田政権で内閣総理大臣補佐官（社会保障担当）を務めた伊藤達也は「福田氏は厚労省改革で強い指導力をみせた」と評価した上で、福田は手柄を独り占めしようとせず「手柄を全部われわれに与えようとする」と指摘し「目立とうとしない政治家は珍しい」と評している。慶應義塾大学環境情報学部教授の福田和也は、公文書管理体制の強化を推進した福田について「あの人まじめだから、役所の記録とかを几帳面にきちんと文書化して残してるんだよ。きっと50年後の研究者はすごく助かると思う」と指摘している。
言語学者の東照二は、福田は情報を伝える効果をもつリポート・トークと呼ばれる話し方を得意とする一方、他人に感情を伝え、相手との共感を高める効果をもつラポート・トークと呼ばれる話し方が「できていない、どうしていいかわからない」人物であると指摘している。また東は、情報中心の言葉を多く使う福田が情緒中心の言葉を使う場面は往々にしてラポート・トークに結びつく「共感」「仲間意識」ではなく「怒り」「恐怖」「不満」を表明するときだとも指摘し、マスコミが福田の発言スタイルを「他人事節」と名付けたのは、「個人の強い思い入れ、心の底から湧いてくるような熱い思い、積極的な態度というものが浮かび上がってこない」特徴を指したものだとしている。

## エピソード

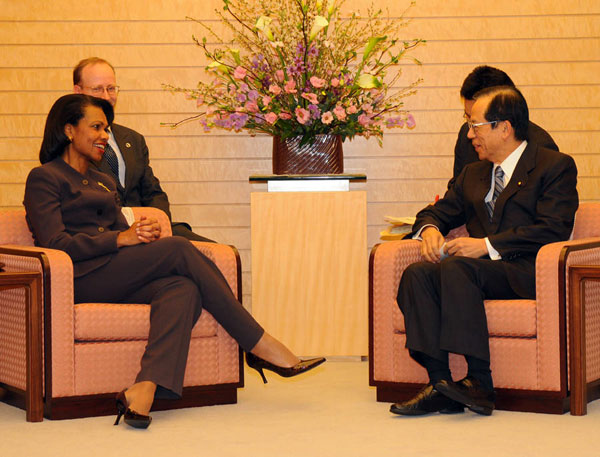
2008年2月27日、アメリカ合衆国国務長官コンドリーザ・ライス（手前左）と

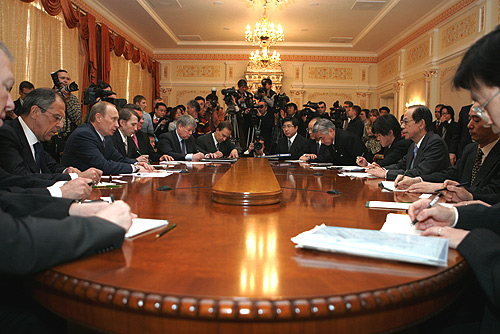
2008年4月26日、日露首脳会合にてロシア連邦大統領ウラジーミル・プーチン（左中央）らと

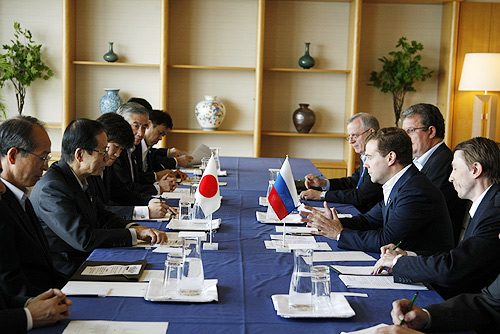
2008年7月8日、日露首脳会合にてロシア連邦大統領ドミートリー・メドヴェージェフ（右中央）らと

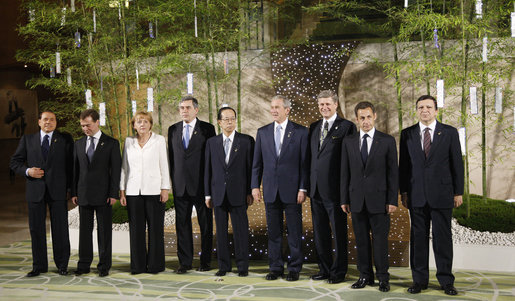
2008年7月7日、第34回主要国首脳会議の出席者と

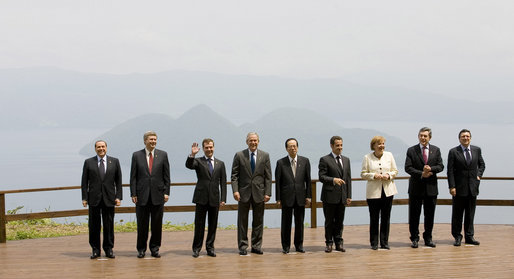
2008年7月8日、第34回主要国首脳会議の出席者と

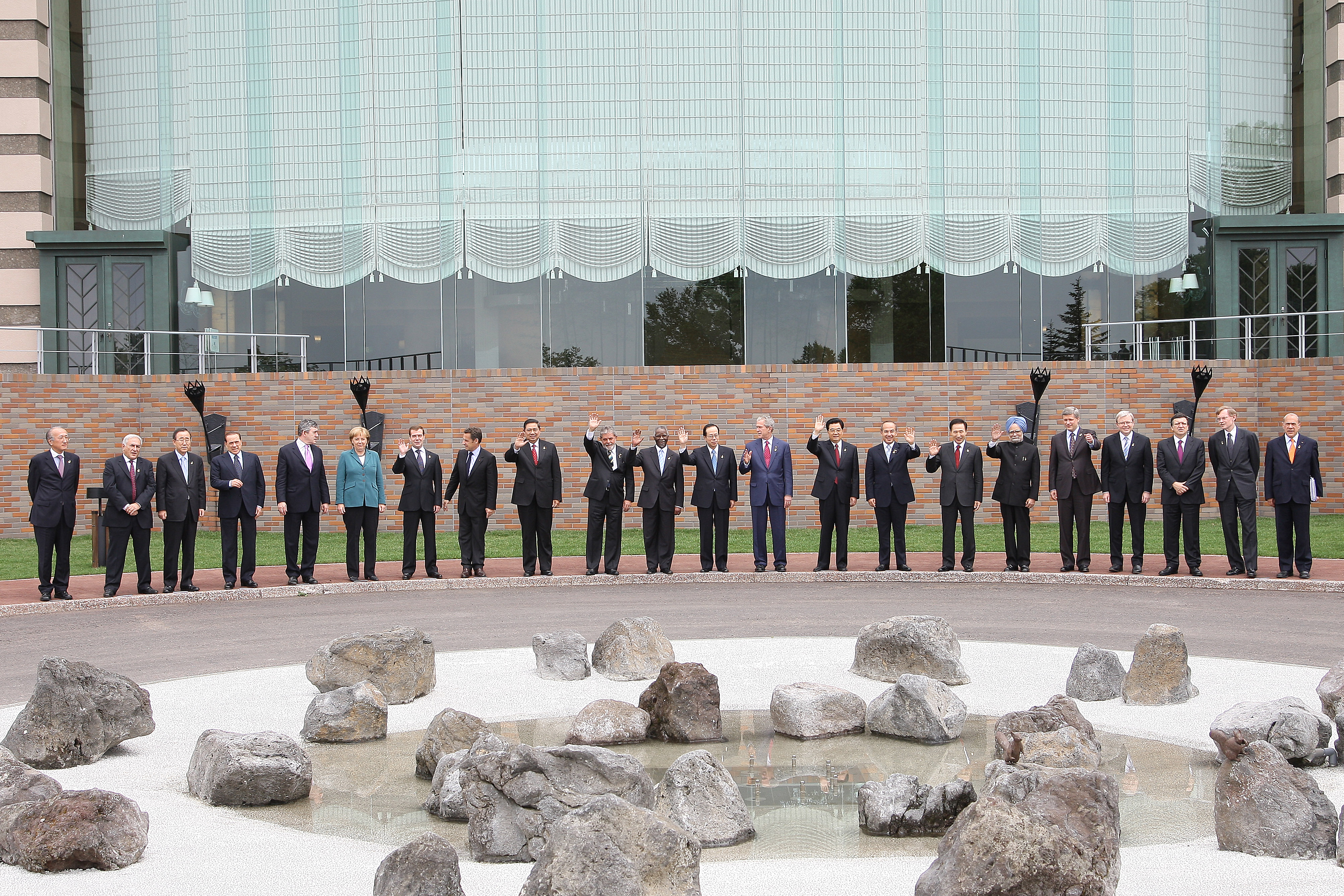
2008年7月9日、エネルギー安全保障と気候変動に関する主要経済国会合の出席者と

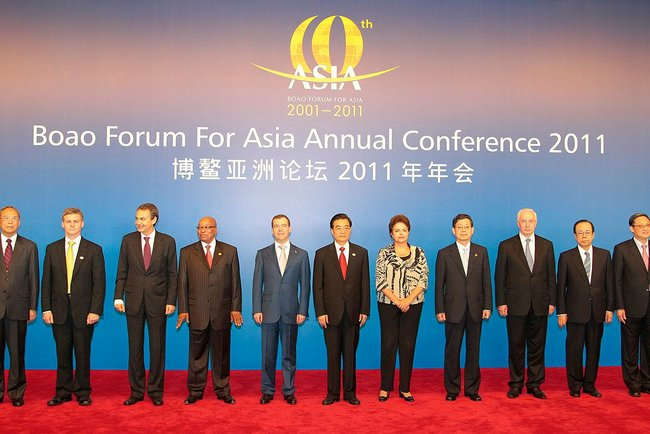
2011年4月15日、ボアオ・アジア・フォーラム年次総会の出席者と

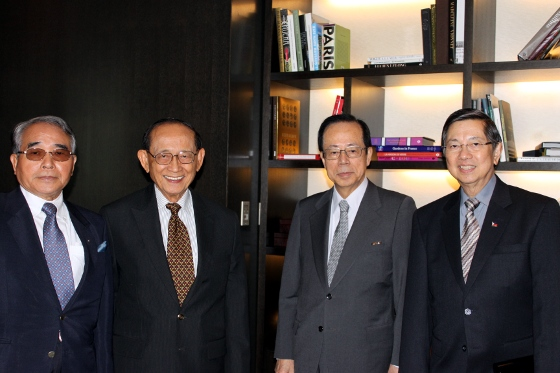
2011年8月3日、日本経済新聞社会長杉田亮毅（左から1人目）、元フィリピン大統領フィデル・ラモス（左から2人目）、日本駐箚フィリピン特命全権大使マニュエル・ロペス（右から1人目）と

在日米軍による犯罪
2008年2月10日に沖縄県で発生した在日米軍海兵隊二等軍曹による女子中学生強姦事件について、「わが国の法と証拠に基づいて適切に対処していく」と述べた上で、「過去に何度か起こっているにもかかわらず、また起きてしまったことは本当に重大なことだと受け止めている。許されることではない」と強く非難し、アメリカ側に抗議し、改善を求める考えを明らかにした。2008年2月27日、総理大臣官邸を訪問したアメリカ合衆国国務長官コンドリーザ・ライスは「極めて遺憾で申し訳なく深刻に受け止めている。再発防止に向け最大限努力したい」と述べ、福田に対して謝罪の意を表した。
年金記録問題
2007年に年金記録問題が政治問題化すると、社会保険庁は宙に浮いた年金記録の解消を図るため、該当者不明の年金記録5000万件の照合作業を開始した。照合作業は安倍政権の下で始まったが、続く福田政権でも作業は引き継がれた。2007年12月、社会保険庁の照合作業の中間報告がなされ、2008年3月末までに持ち主が判明するのは1000万人程度に留まり、名寄せ困難な記録が1975万件に達するとの推計値が公表された。
しかし、年金記録5000万件の照合作業について、前首相の安倍晋三は2007年5月の国会答弁で「三千万人の方々とこの二千八百八十万件を一年間のうちに突合いたします」と主張し、「一年間で私たちはすべて突合を行うということをお約束をする」と明言していた。さらに、第21回参議院議員通常選挙での演説で安倍は「最後の一人まですべての記録をチェックし、まじめに保険料を払ってきた人の受給を保障する」と述べており、選挙公約に掲げていた。
中間報告の推計に基づけば安倍の公約の達成はほぼ不可能と見られることから、政府・自民党に対し公約違反との批判が高まり、福田が首相として謝罪する騒ぎとなった。内閣官房長官町村信孝は「亡くなった方もいる。『最後の一人まで』ということはありえない。もとより無理」と述べ、安倍の公約自体に実現可能性がなかった問題点を指摘した。福田は「（当時の）安倍総理は割合ときちんと言ってるんじゃないかと思います」と発言し、安倍を擁護する姿勢を見せた。
父・赳夫が首相としてできなかったこと
福田康夫が首相に就任し、日本初の親子総理が誕生したが、その際、父赳夫が首相としてできなかったこととして注目されることがある。一つ目はサミットの議長、二つ目は解散総選挙である。父赳夫は1979年に日本の首相としてサミットの議長を担うことが予定されていたが、1978年の自民党総裁選で政敵である大平に敗北し、サミット議長も解散総選挙もできないまま総理総裁から退くのを、息子である康夫は首相秘書官として間近で見ていた。なお、息子である康夫は2008年7月にサミットの議長を務め、父の念願の夢を果たした。しかし、解散総選挙はできないまま2008年9月に総理を退任した。
北朝鮮による拉致問題
2002年、訪朝前に小泉首相との面会を要望した拉致被害者家族に対し、「心静かな状態で首脳会談を行なうために、家族とは会わないほうがよい」と言って、会わせなかった。首相に代わって福田が、拉致被害者家族と会った際、これまでの対応から誠意を感じていなかった増元照明に「私はあなたを信ずることができない」と言われた。
拉致被害者家族の一人、蓮池透によれば、2002年9月、拉致被害者の安否について官房長官として福田が家族について報告した際、蓮池透の母が生存とされた家族と死亡とされた家族とを別々にしないで、一緒の場で報告してほしいと訴えると、「黙って聞きなさい。あなた方の家族は生きているのだから」と、両腕で押さえつけるような仕草をしたという。その報告に立ち会った救う会全国協議会事務局長の荒木和博は生存と知らされた家族らが他の方が亡くなったとの知らせに号泣したため、喜んで感謝すると思っていた福田はあてが外れて動揺したように見えたという。蓮池は「8人死亡」という北朝鮮当局の解答と小泉総理が「日朝平壌宣言」に署名したことを同時に知って家族たちがマスコミの前で騒ぎ出さないように、意図的に被害者家族を“軟禁状態”にしたのだと思ったという。蓮池はその時点では日本政府は安否に関して何の確認も裏付けもとれてはいなかったのに福田が生死の情報を断定的に語ったことを許しがたいと非難している。荒木和博も福田は「亡くなったという情報があります」という言い方だったが、語調は極めて断定的で「北朝鮮側がこういう情報を伝えています」といったようなものではなかったと語っている。2007年9月21日の麻生太郎との公開討論会において、これらの報告の際の状況について尋ねる麻生の質問に答えて福田は「外務省の連絡によるとこういうことですということを明確に御家族の方々に申しました」、「私が断定的に言ったということではありません」と説明した。
一時帰国の約束で拉致被害者が帰国した際、安倍晋三官房副長官（当時）らの北朝鮮には返さないという主張に対し、田中均らと共に北朝鮮に帰すべきと主張していたといわれているが、2007年9月21日の麻生太郎との公開討論会においては、「その時私は、帰すべきではないとは言わなかった」、「ただ、北朝鮮に返すという約束を破って大丈夫なのかどうかを外務省によく尋ねた」、「最終結論を出す前に、帰国した本人に意向を確認して下さいとお願いし、（日本に残るという）確認が取れた」、「そういうプロセスを経てきたので、充分な配慮をしながら道筋を歩んだ」と説明した。
拉致問題についての外務省アジア大洋州局長（当時）の田中均の働きに関しては「田中はよくやった。パーフェクトだ」と評価した。
小泉首相が安倍官房副長官の勧めで拉致問題プロジェクトチームを立ち上げたことに対して福田は反対したという。
2007年9月、自民党総裁選に向けての街頭演説で、「私の手で解決したい。私を信頼し、応援してほしい」、「今でも北朝鮮に残っている方（被害者）がいる。これは捨てておけない」と拉致問題解決と日朝国交正常化へ努力する決意を示した。
靖国神社参拝問題
小泉首相の靖国神社参拝日を、福田は前駐中国大使の谷野作太郎に相談し、小泉の10月訪中を中国が受け入れることを見返りに、8月18日参拝」に向けて動き出したという。
レイプに関する発言
2003年6月26日、女子大生が集団で強姦されていた、自身がOBである早稲田大学のスーパーフリー事件について、衆議院議員太田誠一が「集団レイプする人は、まだ元気があるからいい」と取られるような発言をし大きな非難を受けた際に、「そういう格好しているほうが悪いんだ。男は黒豹なんだから」、「女性にもいかにも『してくれ』っていうの、いるじゃない」とオフレコで発言したと報道され、女性の人権に反する発言であると非難を受けたが、福田は、同年7月3日の参議院の内閣委員会において、「六月二十七日の記者会見でもはっきり言っております。レイプは犯罪行為だと、それも凶悪犯罪であると、こういうふうに言っているんですよ。ですから、私も、いまだかつてレイプを擁護したということは一回もありませんよ」、「今言われるような発言はしていないし、私の真意と全く違うということだけは重ねて申し上げておきます」、「その発言の中身を一々記憶しているわけではありませんけれども、私の考えていることは、レイプを擁護するような、そういうことはしたことがないと、これはもう明確に申し上げます」、「長い間話していれば前と後ろをつなげれば何かできちゃう、全く違う発想になると、そういうことだってあるわけですよ」などと述べた。ちなみにこの発言を行った際、福田は男女共同参画担当大臣の職にあった。
年金未納
2004年4月27日午前の記者会見で、閣僚の年金保険料の納付状況について「公開しろと国会で決めるなら従う」としながらも、「個人情報であること」を理由に公表を改めて拒否。3人の閣僚が未納を認めたことについては「積極的に開示されたということであって、本来ならばこれは守られるべき個人の情報だ」と述べた。公表を求める質問を続けた記者に対し、福田が年金制度の重要性などを語り、話題をそらしたため、記者が福田に「おかしいでしょう」と詰め寄ったことに対し、「あなたの方がおかしい」と反発した。同年5月、『週刊文春』が、国会議員になる以前にも延べ5年8カ月の未加入期間があったことを指摘。福田長官周辺も『朝日新聞』の取材にその事実を認めた（政治家の年金未納問題を参照）。
政治とカネをめぐる問題
2007年9月、 福田首相が代表を務める「自民党群馬県第4選挙区支部」や資金管理団体「千代田経済懇話会」、関連の政治団体の政治資金収支報告書に添付された領収書のコピーのあて名が100以上改ざんされていたことが発覚した。福田は「経理担当者が領収書を取り直すという手間を省いた」、「最高責任者としては、“汗顔の至り”だと思っている」などと説明した。同年10月3日の衆議院の代表質問では「改ざんではなく実態に合わせて補正した。全部領収書を取り直して取り換えた」と釈明した。
福田が代表を務める政党支部が1996年と2003年に、外国人や外国人が株式の過半数を持つ企業から献金を受けることを原則禁じている政治資金規正法に反し、朝鮮籍の会長と韓国籍の親族が全株式を保有する群馬県高崎市のパチンコ店を経営する企業から計20万円の寄付を受けていたことが発覚した。
2000年11月、与党保守党の松浪健四郎が本会議の質問中に野党のヤジに激高してコップの水を野党席にふりかけた事件の際、「民主党の若い人の騒ぎようは恥ずかしい。議長の指示に従わないのはガキ以下だ」と発言し、衆院議運委員長から厳重注意を受け陳謝した。
芸能・スポーツ
2007年10月5日、時津風親方（年寄、元小結双津竜順一）が時津風部屋力士暴行死事件で財団法人日本相撲協会に解雇された問題について質問され、「国技として、相撲がみんなから愛されているなかで、こういうことが起こったことは極めて残念だ」「そういうことを乗り越えて、みんなから愛される相撲になってほしい。相撲協会頑張って欲しい」と答えている。
歴代首相との交遊で知られた作家の川内康範とは、康夫の父・赳夫の代から交流があり、首相在任中も康夫は川内と会談しアドバイスを受けていた。川内の訃報に接した康夫は「あの方は考え方がしっかりしていて、私どもにも参考になるようなことを言ってくださった。残念です」とコメントした。
中国をめぐるエピソード
台湾前総統の李登輝が病気治療のために台湾側でビザの申請書を提出したが、日本の外務省本省は受理していないと発表し、官房長官であった福田も「申請は行われていない」と記者発表した。これに対して李登輝は台湾での会見で「日本政府は嘘つきだ」と非難した。
自民党内で福田が支持を集めるにつれ、中国関連株が値上りする現象が見られた。中国国内では、福田を漫画『ドラえもん』の登場人物「野比のび太」になぞらえて親しみを表す声もあると報じられた。
2008年発覚した中国製冷凍ギョーザによる中毒事件に関し、2008年2月29日、毒物混入経路が不明のまま中国公安省が開いた「中国国内での毒物混入可能性は極めて低い」という事実上事件の幕引きを図る会見について、「中国は解決に非常に前向き」と評価した。
中国重慶市の地元紙・『重慶時報』が福田は一般的に「親中派」と見られているが、実際は外交理念は小泉元首相と同じであり、平和憲法改正と核兵器保有などの問題で、麻生太郎や安倍前首相よりさらに過激であるという理由で、福田を「親中派」と見るのは時期尚早であるとする中国国務院のシンクタンク、社会科学院の楊進博士の寄稿したリポートを紹介した。
2018年4月にボアオ・アジア・フォーラム理事長を退任した際の人民日報への寄稿で関税で報復し合うなど米国と貿易戦争が生じてる中国に「中国は1980年代の日米貿易摩擦やプラザ合意から学んで米国を警戒すべき」と主張して中国で反響を呼び、中国国内で福田を支持する声が相次いだ。同年8月には、12月に発売される『習近平はかく語りき　中国国家主席珠玉のスピーチ集』（日本僑報社）に推薦文を寄稿している。

### マスメディア

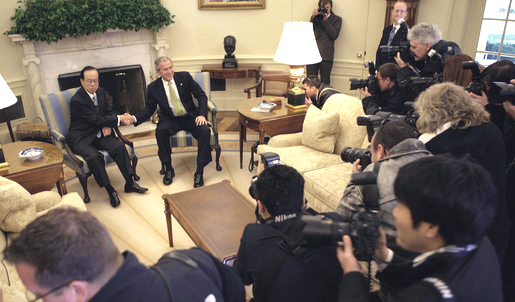
2007年11月16日、記者会見にてアメリカ合衆国大統領ジョージ・W・ブッシュ（奥右）と

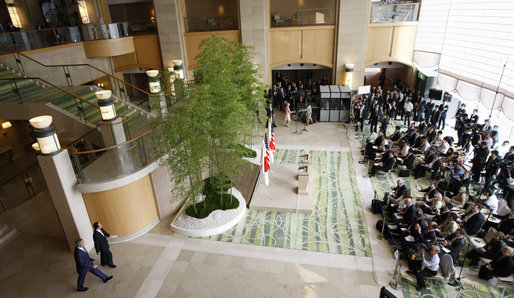
2008年7月6日、日米共同記者会見にてアメリカ合衆国大統領ジョージ・W・ブッシュ（左下）と

『朝日新聞』誤報問題
2003年10月9日、参議院「国際テロリズムの防止及び我が国の協力支援活動等に関する特別委員会」の審議中、日本道路公団総裁藤井治芳の更迭問題が取り上げられた。参議院議員齋藤勁が『朝日新聞』の報道を基に、10月5日に民主党と自由党との合併大会が開催されるから、あえて大会当日を選んで藤井の総裁更迭を実施したのではないか、と問題提起した。齋藤は内閣総理大臣の小泉純一郎や内閣官房長官の福田を追及したが、小泉や福田らに否定された。齋藤は『朝日新聞』の記事に基づき「天下の報道、報道って、新聞ですよ」と主張したが、福田は「そう書いてあるから信じようというのは、それはお金払って新聞買っているわけですから、それはお気持ちはよく分かりますけれども、やっぱりよくそこの辺は吟味する必要もある」と指摘した上で、「福田官房長官がこう言っただとか、そういうことでうそが随分たくさんある」と『朝日新聞』の報道姿勢を批判した。
首相辞任表明記者会見でのエピソード
2008年9月1日の退陣表明記者会見では、中国新聞社の道面雅量記者が「一般に、総理の会見が国民には他人事のように聞こえるというふうな話がよく聞かれておりました。今日の退陣会見を聞いても、やはり率直にそのように印象を持つのです」と述べたところ、「他人事のようにというふうにあなたはおっしゃったけれども、私は自分自身を客観的に見ることはできるんです。あなたと違うんです。そういうことも併せ考えていただきたい」と感情を露にして切り返した。
立花隆は、この会見でこの部分が唯一面白いと評した。また、発言が2ちゃんねるなどで流行語にもなり、後に2008年度ネット流行語大賞の年間大賞金賞（1位）に入賞。他にも、Tシャツが作られるなど話題になった。「あなたとは違うんです」は、『週刊文春』の2008年12月4日号にて発表された、読者1000人からのアンケート集計による2008年度の『週刊文春版・流行語大賞』においても、262票を獲得して1位に選ばれた。また、「あなたとは違うんです」は、2008年新語・流行語大賞にもノミネートされ、トップ10に選ばれたが、福田は「誠に光栄ですが、ご辞退申し上げます。花深く咲く処（ところ）行跡（ぎょうせき）なし」というコメントを事務局に寄せた上で受賞を辞退したため、該当者なしとされた。また、このコメントが報道されると、検索エンジンにて「花深く咲く処行跡なし」の検索数が急増し、「Yahoo! JAPAN」においては「急上昇ワードランキング」にランクインした。なお、一般には「あなたとは違うんです」という言葉で知られており、新語・流行語大賞にもその用語でノミネートされているが、映像を検証しても解かる通り、福田は「あなたと違うんです」と発言しており、「は」は発音していない。

## 略歴
- 1936年7月16日 - 東京府東京市に生まれる。
- 1949年3月 - 東京第一師範学校男子部附属小学校（現：東京学芸大学附属世田谷小学校）卒業。
- 1952年3月 - 麻布中学校卒業。
- 1955年3月 - 麻布高等学校卒業。
- 1959年3月 - 早稲田大学第一政治経済学部経済学科卒業、丸善石油（現：コスモ石油）入社。
- 1962年3月 - アメリカ合衆国駐在（2年間）。
- 1976年11月 - 退社し、衆議院議員秘書となる。
- 1977年12月 - 内閣総理大臣秘書官に就任（1978年12月退任）。
- 1986年5月 - 社団法人金融財政事情研究会理事に就任（1994年2月退任）。
- 1990年2月 - 第39回衆議院議員総選挙で初当選（1期）。
- 1992年6月 - 衆議院外務委員会理事に就任（1999年10月退任）。
- 1993年
  - 4月 - 日本スリランカ協会会長に就任（2000年10月退任）。
  - 7月 - 第40回衆議院議員総選挙で再選（2期）。
- 1995年8月 - 村山改造内閣で外務政務次官に就任（1996年1月退任）。
- 1996年
  - 10月 - 第41回衆議院議員総選挙で再選（3期）。
  - 11月 - 自由民主党外交部会長に就任。
- 1997年
  - 9月 - 自由民主党副幹事長に就任。
  - 11月 - 日本イエメン協会会長に就任（2000年10月退任）。
- 1998年8月 - 自由民主党財務委員長に就任。
- 1999年10月 - 自由民主党経理局長に就任。
- 2000年
  - 6月 - 第42回衆議院議員総選挙で再選（4期）。
  - 7月 - 自由民主党政務調査会副会長に就任。
  - 10月 - 第2次森内閣で内閣官房長官、沖縄開発庁長官に就任。
  - 12月 - 第2次森改造内閣（省庁再編前）で内閣官房長官に留任。
- 2001年
  - 1月 - 第2次森改造内閣（省庁再編後）で内閣官房長官に留任、男女共同参画担当大臣に就任。
  - 4月 - 第1次小泉内閣で内閣官房長官、男女共同参画担当大臣に留任。
- 2002年9月 - 第1次小泉内閣第1次改造内閣で内閣官房長官、男女共同参画担当大臣に留任。
- 2003年
  - 9月 - 第1次小泉内閣第2次改造内閣で内閣官房長官に留任、内閣府特命担当大臣（男女共同参画担当）に就任。
  - 11月 - 第43回衆議院議員総選挙で再選（5期）。第2次小泉内閣で内閣官房長官、内閣府特命担当大臣（男女共同参画担当）に留任。
- 2004年
  - 6月 - 衆議院憲法調査会幹事、日本スリランカ協会会長に就任。
  - 7月 - 財団法人日本インドネシア協会会長に就任。
- 2004年5月7日 - 定例記者会見の席で内閣官房長官、内閣府特命担当大臣（男女共同参画担当）の辞任を表明。
- 2005年
  - 1月 - 自由民主党新憲法起草委員会安全保障及び非常事態に関する小委員会委員長に就任。
  - 3月 - 財団法人日本ユースホステル協会会長に就任。
  - 6月 - 社団法人日本カヌー連盟会長に就任。
  - 9月 - 第44回衆議院議員総選挙で再選（6期）。
- 2006年10月 - 自由民主党総務に就任。
- 2007年
  - 9月23日 - 第22代自由民主党総裁に就任。
  - 9月25日 - 国会で第91代内閣総理大臣に指名。
  - 9月26日 - 宮中に参内し、親任式および閣僚の認証式を経て福田康夫内閣を発足。
- 2008年
  - 9月1日 - 内閣総理大臣官邸にて辞任表明。
  - 9月24日 - 福田康夫内閣が総辞職。
- 2009年8月 - 第45回衆議院議員総選挙で再選（7期）。
- 2012年
  - 9月26日 - 第46回衆議院議員総選挙への不出馬を表明。
  - 11月26日 - 任期満了に伴い衆議院議員を退職。
- 2013年12月9日 - 故ネルソン・マンデラ元南アフリカ共和国大統領の追悼式に参列する特派大使に就任（同月24日退任）。

## 選挙歴
| 当落 | 選挙                   | 執行日         | 年齢 | 選挙区    | 政党       | 得票数     | 得票率 | 定数 | 得票順位 /候補者数 | 政党内比例順位 /政党当選者数 |
| ---- | ---------------------- | -------------- | ---- | --------- | ---------- | ---------- | ------ | ---- | ------------------ | ---------------------------- |
| 当   | 第39回衆議院議員総選挙 | 1990年02月18日 | 53   | 旧群馬3区 | 自由民主党 | 8万8445票  | 20.32% | 4    | 1/7                | /                            |
| 当   | 第40回衆議院議員総選挙 | 1993年07月18日 | 57   | 旧群馬3区 | 自由民主党 | 8万3501票  | 21.23% | 4    | 2/7                | /                            |
| 当   | 第41回衆議院議員総選挙 | 1996年10月20日 | 60   | 群馬4区   | 自由民主党 | 7万3674票  | 45.99% | 1    | 1/4                | /                            |
| 当   | 第42回衆議院議員総選挙 | 2000年06月25日 | 63   | 群馬4区   | 自由民主党 | 9万4517票  | 57.68% | 1    | 1/3                | /                            |
| 当   | 第43回衆議院議員総選挙 | 2003年11月09日 | 67   | 群馬4区   | 自由民主党 | 9万8903票  | 62.15% | 1    | 1/3                | /                            |
| 当   | 第44回衆議院議員総選挙 | 2005年09月11日 | 69   | 群馬4区   | 自由民主党 | 11万8517票 | 62.81% | 1    | 1/3                | /                            |
| 当   | 第45回衆議院議員総選挙 | 2009年08月30日 | 73   | 群馬4区   | 自由民主党 | 10万3852票 | 51.91% | 1    | 1/3                | /                            |

## 所属していた議員連盟・団体
- クローニンの会（知命立志会）- 代表
- 公文書館推進議員懇談会 - 代表世話人
- 人口と開発に関するアジア議員フォーラム - 議長
- 天皇陛下御即位二十年奉祝国会議員連盟 - 顧問
- 日米平和・文化交流協会 - 理事（2005年 - 2007年）
- 日本会議国会議員懇談会
- 北京オリンピックを支援する議員の会 - 副会長
- ラグビーワールドカップ2019日本大会成功議員連盟 - 顧問
- みんなで靖国神社に参拝する国会議員の会
- 国立追悼施設を考える会

## 家族・親族

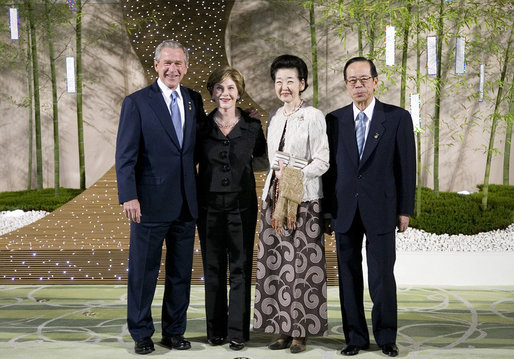
ジョージ・ローラ夫妻（左）と康夫・貴代子夫妻（右）

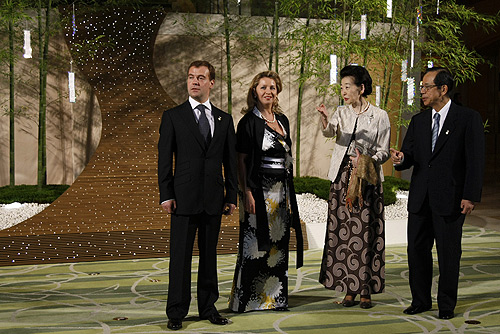
ドミートリー・スヴェトラーナ夫妻（左）と康夫・貴代子夫妻（右）

- 祖父・福田善治（政治家、金古町町長被差別部落）
- 父・福田赳夫（官僚、政治家、内閣総理大臣）
- 母・三枝（群馬県、新井文夫の三女、大審院判事新井善教の孫娘）
- 弟・横手征夫（群馬県の伊香保温泉横手館へ養子入り）[256]
- 伯父・福田平四郎（政治家、金古町町長）
- 叔父・福田宏一（政治家）
- 岳父・嶺駒夫（実業家）
- 義祖父・櫻内幸雄（政治家）
- 義伯父・櫻内乾雄（実業家、中国電力会長）、櫻内義雄（実業家・政治家、衆議院議長）
- 妻・貴代子（宮城県、実業家嶺駒夫の娘 島根県士族櫻内和一郎[257]の曾孫、政治家櫻内幸雄の孫娘）
- 長男・達夫（自由民主党総務会長）
- 孫・[258]
- 次男・長女[259]
- 義兄・越智通雄（官僚、政治家）、斎藤明（毎日新聞社会長）
- 甥・越智隆雄（銀行員、政治家）
- 甥・横手真一（ゴールドマン・サックス社員）
- 義姪・千野志麻（元フリーアナウンサー 甥・真一の妻）
- 甥・横手誠二（横手館社長）

### 系譜
- 福田氏

```
　太田清蔵━━━太田清之助
　　　　　　　　　　┣━━━太田誠一
　　　　　　┏━━俊子
　　　　　　┃
　　　　　　┣櫻内乾雄
┏櫻内幸雄━┫
┃　　　　　┣櫻内義雄
┗櫻内辰郎　┃　　　　　　　　斎藤明
　　　　　　┗━━淑子　　　　　┃
　　　　　　　　　　┃　　　┏富佐子
　　　　　　　　　　┃　　　┃　　　　　　　　　
　　　　　　　　嶺駒夫━━━┻貴代子　┏福田達夫━━男　　　　　　
　　　　　　　　　　　　　　　　┣━━╋男
　　　　　　　　　　　　　┏福田康夫　┗女
　　　　　　　　　　　　　┃
　　　　　　┏福田平四郎　┣和子
　　　　　　┃　　　　　　┃　┣━━━越智隆雄
　福田善治━╋福田赳夫━━┫越智通雄
　　　　　　┃　　　　　　┃
　　　　　　┗福田宏一　　┣横手征夫━┏横手真一
　　　　　　　　　　　　　┃　　　　　┃　 ┃
　　　　　　　　　　　　　┗玲子　　　┃ 千野志麻
　　　　　　　　　　　　　　┃　　　　┗横手誠二
　　　　　　　　　　　　　松谷明彦

```

## 栄典
- 2008年3月5日 - Grand Order of Queen Jelena with Sash and Morning Star（クロアチア）

## 著作

### 共著
- 福田康夫・衛藤征士郎著、明石散人聞き手『一国は一人を以って興り、一人を以って亡ぶ』ベストセラーズ、2005年。ISBN 4584188602

### 寄稿
- 福田康夫「官邸主導と構造改革」自由民主党編『決断! あの時私はこうした――自民党総理・総裁・官房長官が語る』中央公論事業出版、2006年。ISBN 4895142752
- 福田康夫「日本外交と東アジア――政治家からみた日本の外交」渋沢雅英・山本正・小此木政夫・国分良成編『東アジアにおけるシヴィル・ソサエティの役割』慶應義塾大学出版会、2007年。ISBN 9784766413786